# Lịch sử hành chính Cà Mau
Cà Mau là một tỉnh ven biển nằm ở cực nam của Việt Nam. Cà Mau là tỉnh duyên hải tận cùng về phía Nam của Việt Nam thuộc vùng Đồng bằng sông Cửu Long.

## Thành lập tỉnh Cà Mau

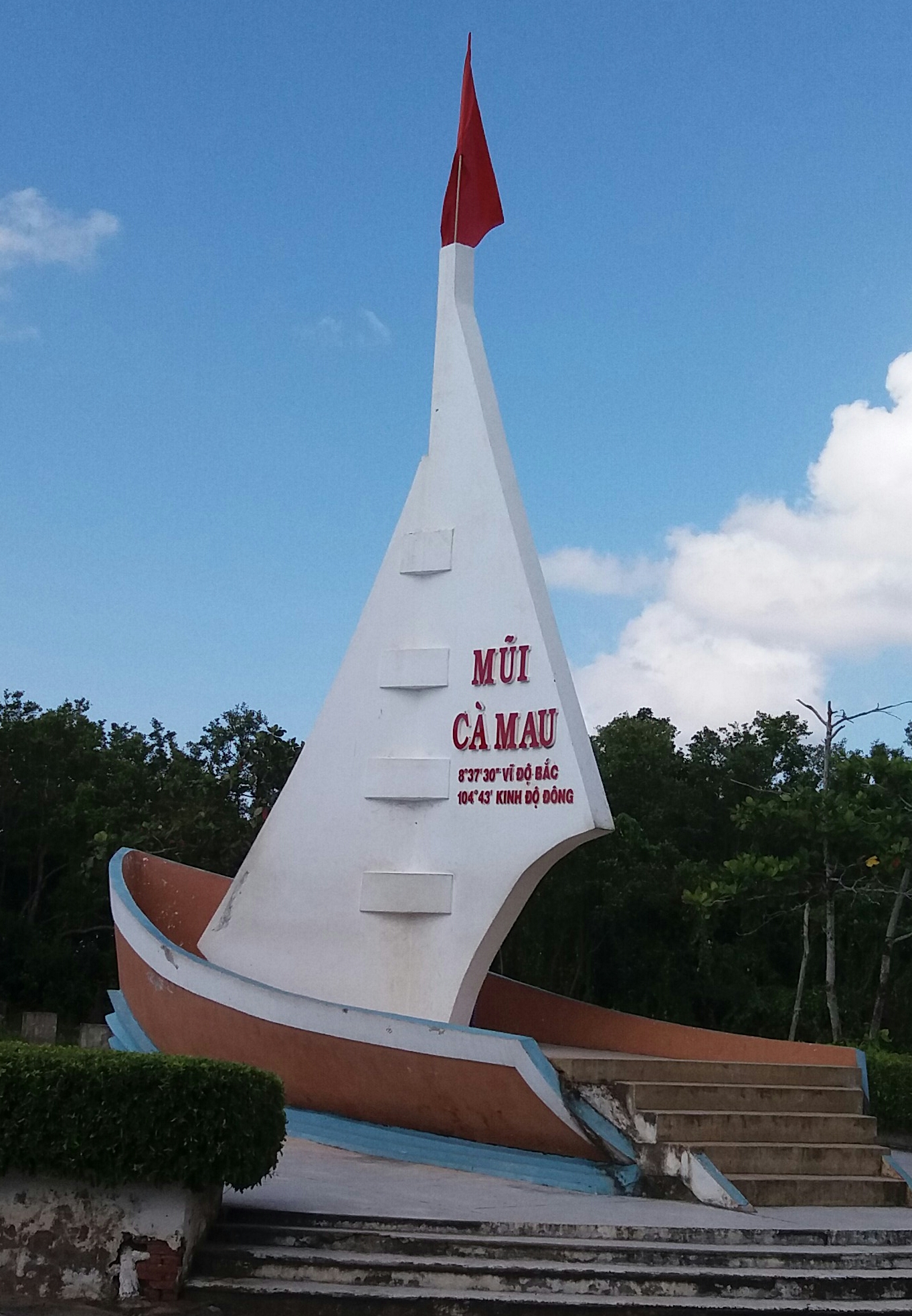
Tượng đài Mũi Cà Mau

Để ổn định về hành chính trong việc khai thác thuộc địa lần thứ nhất, Pháp chia Nam Kỳ thành 20 tỉnh. Lúc bấy giờ, Cà Mau là vùng đất thuộc Rạch Giá của tỉnh Bạc Liêu.

#### TỉnhBa Xuyên- TỉnhBạc Liêu
Ngày 9 tháng 3 năm 1956, Tổng thống Việt Nam Cộng hòa ban hành Sắc lệnh số 32-NV. Theo đó, thành lập một tỉnh lấy tên tỉnh Cà Mau. Tỉnh Cà Mau, gồm địa phận Cà Mau Nam với 2 quận: Cà Mau, Quảng Xuyên và 4 xã: Định Thành, Hòa Thành, Tân Thành, Phong Thạnh Tây thuộc quận Giá Rai của tỉnh Bạc Liêu.
Ngày 22 tháng 10 năm 1956, Tổng thống Việt Nam Cộng hòa ban hành Sắc lệnh số 143-NV. Theo đó, tỉnh Ba Xuyên (tỉnh lỵ Khánh Hưng) Tên cũ: Bạc Liêu + Sóc Trăng.
Ngày 10 tháng 4 năm 1957, Bộ trưởng Nội vụ Việt Nam Cộng hòa ban hành Nghị định số 118-BNV/HC/NĐ. Theo đó, tỉnh Ba Xuyên (tỉnh lỵ Khánh Hưng), gồm các đơn vị hành chánh kể sau đây:
| Đơn vị hành chánh của tỉnh Ba Xuyên | Đơn vị hành chánh của tỉnh Ba Xuyên       | Đơn vị hành chánh của tỉnh Ba Xuyên |
| STT                                 | Quận                                      | Xã |
| ----------------------------------- | ----------------------------------------- | --- |
| 1                                   | Châu Thành Ba Xuyên (quận lỵ Mỹ Xuyên)    | Ccác xã: Khánh Hưng, Phong Hòa (Nhăm Lăng + Chung Đôn), An Ninh, Phước Tâm, Trường Khánh (Trường Khánh + một phần xã Phú An – xã bị cắt đôi sau khi sửa đổi ranh giới), Mỹ Xuyên (Hòa Thuận + Mỹ Xuyên), Đại Tâm (Hòa Tâm + Tài Sum), Phú Mỹ, Thạnh Phú, Phú Nỗ, Hòa Tú, Tham Đôn. |
| 2                                   | Thạnh Trị                                 | Ccác xã: Thạnh Trị, Thạnh Quới, Gia Hòa, Châu Hưng, Châu Thới, Lâm Kiết, Tuân Tức, Mỹ Quới, Vĩnh Lợi, Vĩnh Quới, Hương Phú, Tân Long. |
| 3                                   | Long Phú (quận lỵ Long Phú)               | Các xã: Long Phú, Đại An, Tân Hưng, An Thạnh Nhứt, An Thạnh Nhì, Châu Khánh, Tân Thạnh, Long Đức, Phú Hữu, Hậu Thạnh, Đại Ngãi, Song Phụng (Song Phụng + một phần xã Phú An – xã bị cắt đôi sau khi sửa đổi ranh giới).                                                            |
| 4                                   | Giá Rai (quận lỵ Phong Thinh)             | Các xã: Phong Thạnh, Long Điền, An Trạch, Vĩnh Mỹ. |
| 5                                   | Vĩnh Lợi (quận lỵ Vĩnh Lợi)               | Các xã: Vĩnh Lợi, Long Thạnh, Hòa Bình, Hưng Hội, Vĩnh Trạch, Vĩnh Hưng, Vĩnh Châu, Vĩnh Phước, Lai Hòa. |
| 6                                   | Bố Thảo (quận lỵ Thuận Hòa)               | Các xã: Thuận Hòa, Thiên Hương, Thiên Mỹ, Thuận Hưng, Mỹ Phước, Mỹ Tú, Phương Long (một phần xã Long Phú + một phần xã Phương Phú – xã bị cắt đôi sau khi sửa đổi ranh giới), Tân Phước Hưng.                                                                                      |
| 7                                   | Lịch Hội Thượng (quận lỵ Lịch Hội Thượng) | Các xã: Lịch Hội Thượng, Liêu Tú, Trung Bình, Viên An, Thạnh Thới An, Tài Văn, Khánh Hòa, Lạc Hòa. |
| 8                                   | Phước Long (quận lỵ Phước Long)           | Các xã: Phước Long, Vĩnh Phú, Ninh Hòa, Ninh Quới, Phong Thạnh Tây, Ninh Thạnh Lợi, Lộc Ninh, Vĩnh Lộc. |
| Tổng cộng                           | 8 quận                                    | 73 xã |

Ngày 13 tháng 8 năm 1957, Bộ trưởng Nội vụ Việt Nam Cộng hòa ban hành Nghị định số 259-BNV/HC/NĐ. Theo đó, tỉnh Ba Xuyên, tỉnh lỵ là Khánh Hưng và các đơn vị hành chánh:
| Đơn vị hành chánh của tỉnh Ba Xuyên | Đơn vị hành chánh của tỉnh Ba Xuyên      | Đơn vị hành chánh của tỉnh Ba Xuyên |
| STT                                 | Quận                                     | Tổng, xã |
| ----------------------------------- | ---------------------------------------- | --- |
| 1                                   | Châu Thành Ba Xuyên, quận lỵ Mỹ Xuyên    | - Tổng Nhiêu Khánh, gồm các xã: Khánh Hưng, Phong Hòa (Nhâm Lăng + Chung Đôn), Phú Nổ, Phước Tâm, An Ninh, Mỹ Xuyên (Hòa Thuận + Mỹ Xuyên), Trường Khánh (Trường Khánh + một phần xã Phú An – xã bị cắt đôi sau khi sửa đổi ranh giới). - Tổng Nhiêu Hòa, gồm các xã: Đại Tâm (Hòa Tâm + Tài Sum), Tham Đôn, Thạnh Phú, Phú Mỹ, Hòa Tú. |
| 2                                   | Lịch Hội Thượng, quận lỵ Lịch Hội Thượng | - Tổng Định Phước, gồm các xã: Lịch Hội Thượng, Viên An, Trung Bình, Liên Tú. - Tổng Định Chí, gồm các xã: Tài Văn, Thạnh Thới An, Lạc Hòa, Khánh Hòa. |
| 3                                   | Thạnh Trị, quận lỵ Thạnh Trị             | - Tổng Thạnh An, gồm các xã: Thạnh Trị, Gia Hòa, Châu Hưng, Châu Thới. - Tổng Thạnh Lợi, gồm các xã: Thạnh Quới, Lâm Kiết, Tuân Tức. - Tổng Thạnh Lộc, gồm các xã: Vĩnh Quới, Mỹ Quới, Vĩnh Lợi, Hương Phù, Tân Long. |
| 4                                   | Long Phú, quận lỵ Long Phú               | - Tổng Định Mỹ, gồm các xã: Long Phú, Tân Hưng, Đại Ân, Tân Thạnh, Châu Khánh, An Thạnh Nhứt, An Thạnh Nhì. - Tổng Định Hòa, gồm các xã: Đại Ngãi, Long Đức, Phú Hữu, Hậu Thạnh, Song Phụng (Song Phụng + một phần xã Phú An). |
| 5                                   | Bố Thảo, quận lỵ Thuận Hòa               | - Tổng Thuận Mỹ, gồm các xã: Thuận Hòa, Thuận Hưng, Thiện Mỹ, Thiện Hương. - Tổng Thuận Phú, gồm các xã: Mỹ Phước, Mỹ Tú, Phương Long (một phần xã Long Phú + một phần xã Phương Phú), Tân Phước Hưng. |
| 6                                   | Vĩnh Lợi, quận lỵ Vĩnh Lợi               | - Tổng Thạnh Hòa, gồm các xã: Vĩnh Lợi, Long Thạnh, Hòa Bình, Hưng Hội, Vĩnh Trạch, Vĩnh Hưng. - Tổng Thạnh Hưng, gồm các xã: Vĩnh Châu, Vĩnh Phước, Lai Hòa. |
| 7                                   | Giá Rai, quận lỵ Phong Thạnh             | - Tổng Long Thủy, gồm các xã: Phong Thạnh, Long Điền, An Trạch, Vĩnh Mỹ. |
| 8                                   | Phước Long, quận lỵ Phước Long           | - Tổng Thanh Bình, gồm các xã: Phước Long, Vĩnh Phú, Ninh Hòa, Ninh Quới. - Tổng Thanh Yên, gồm các xã: Phong Thạnh Tây, Ninh Thạnh Lợi, Lộc Ninh, Vĩnh Lộc. |
| Tổng cộng                           | 8 quận                                   | 16 tổng, 73 xã |

Ngày 3 tháng 12 năm 1957, Bộ trưởng Nội vụ Việt Nam Cộng hòa ban hành Nghị định số 348-BNV/HC/NĐ. Theo đó, tỉnh Ba Xuyên (tỉnh lỵ Khánh Hưng), gồm các đơn vị hành chánh kể sau đây:
| Đơn vị hành chánh của tỉnh Ba Xuyên | Đơn vị hành chánh của tỉnh Ba Xuyên       | Đơn vị hành chánh của tỉnh Ba Xuyên |
| STT                                 | Quận                                      | Tổng, xã |
| ----------------------------------- | ----------------------------------------- | --- |
| 1                                   | Châu Thành Ba Xuyên (quận lỵ Mỹ Xuyên)    | - Tổng Nhiêu Khánh, gồm các xã: Khánh Hưng, Phong Hòa (Nhăm Lăng và Chung Đôn cũ), Trường Khánh (kể cả một phần xã Phú An), Phú Nổ, Phước Tâm, An Ninh, Mỹ Xuyên (thêm xã Hòa Thuận). - Tổng Nhiêu Hòa, gồm các xã: Đại Tâm (Hòa Tâm và Tài Sum cũ), Tham Đôn, Thanh Phú, Phú Mỹ, Hòa Tú. |
| 2                                   | Lịch Hội Thượng (quận lỵ Lịch Hội Thượng) | - Tổng Định Phước, gồm các xã: Lịch Hội Thượng, Trung Bình, Khánh Hòa, Lạc Hòa. - Tổng Định Chí, gồm các xã: Tài Văn, Thạnh Thới An, Viên An, Liêu Tú. |
| 3                                   | Thạnh Trị (quận lỵ Thạnh Trị)             | - Tổng Thạnh An, gồm các xã: Thạnh Trị, Vĩnh Lợi, Châu Hưng, Châu Thới. - Tổng Thạnh Lợi, gồm các xã: Thạnh Quới, Lâm Kiết, Tuân Tức, Gia Hòa. - Tổng Thạnh Lộc, gồm các xã: Vĩnh Quới, Mỹ Quới, Hương Phú, Tân Long.                                                                     |
| 4                                   | Long Phú (quận lỵ Long Phú)               | - Tổng Định Mỹ, gồm các xã: Long Phú, Tân Hưng, Đại Ân, Tân Thạnh, An Thạnh Nhì. - Tổng Định Hòa, gồm các xã: Châu Khánh, An Thạnh Nhứt, Đại Ngãi, Long Đức, Phú Hữu, Hậu Thạnh, Song Phụng (kể cả phần đất Phú An).                                                                      |
| 5                                   | Bố Thảo (quận lỵ Thuận Hòa)               | - Tổng Thuận Mỹ, gồm các xã: Thuận Hòa, Thiên Mỹ, Thiên Hương, Thuận Hương. - Tổng Thuận Phú, gồm các xã: Mỹ Phước, Mỹ Tú, Phương Long (một phần xã Long Phú và một phần xã Phương Phú hợp lại), Mỹ Hưng (Tân Phước Hưng cũ).                                                             |
| 6                                   | Vĩnh Lợi (quận lỵ Vĩnh Lợi)               | - Tổng Thạnh Hòa, gồm các xã: Vĩnh Lợi, Long Thạnh, Hòa Bình, Hưng Hội, Vĩnh Trạch, Vĩnh Hưng. - Tổng Thanh Hưng, gồm các xã: Vĩnh Châu, Vĩnh Phước, Lai Hòa. |
| 7                                   | Giá Rai (quận lỵ Phong Thạnh)             | - Tổng Long Thủy, gồm các xã: Phong Thạnh, Long Điền, An Trạch, Vĩnh Mỹ. |
| 8                                   | Phước Long (quận lỵ Phước Long)           | - Tổng Thanh Bình, gồm các xã: Phước Long, Vĩnh Phú, Ninh Hòa, Ninh Quới. - Tổng Thanh Yên, gồm các xã: Phong Thạnh Tây, Ninh Thạnh Lợi, Lộc Ninh, Vĩnh Lộc. |
| Tổng cộng                           | 8 quận                                    | 16 tổng, 73 xã |

Ngày 13 tháng 1 năm 1958, Bộ trưởng Nội vụ Việt Nam Cộng hòa ban hành Nghị định số 9-BNV/NC/NĐ. Theo đó, tỉnh Ba Xuyên (tỉnh lỵ Khánh Hưng), gồm các đơn vị hành chánh kể sau đây:
| Đơn vị hành chánh của tỉnh Ba Xuyên | Đơn vị hành chánh của tỉnh Ba Xuyên        | Đơn vị hành chánh của tỉnh Ba Xuyên |
| STT                                 | Quận                                       | Tổng, xã |
| ----------------------------------- | ------------------------------------------ | --- |
| 1                                   | Mỹ Xuyên (Châu Thành cũ, quận lỵ Mỹ Xuyên) | - Tổng Nhiêu Khánh, gồm các xã: Khánh Hưng (Khánh Hưng và Phong Hòa cũ), Mỹ Xuyên, Tài Văn, Thạnh Thới An. - Tổng Nhiêu Hòa, gồm các xã: Đại Tâm, Tham Đôn, Thanh Phú, Phú Mỹ, Hòa Tú.                                                                                                   |
| 2                                   | Thạnh Trị (quận lỵ Thạnh Trị)              | - Tổng Thạnh An, gồm các xã: Thạnh Trị, Châu Hưng, Châu Thới, Thanh Kiết (Thanh Quới và Lâm Kiết cũ), Gia Hòa. - Tổng Thạnh Lộc, gồm các xã: Vĩnh Lợi, Mỹ Quới, Vĩnh Quới (Vĩnh Quới và Hương Phù cũ), Tuân Tức, Tân Long.                                                               |
| 3                                   | Long Phú (quận lỵ Long Phú)                | - Tổng Định Mỹ, gồm các xã: Long Phú, Tân Hưng, Đại Ân, Tân Thạnh, An Thạnh Nhì. - Tổng Định Phước, gồm các xã: Lịch Hội Thượng, Trung Bình, Viên An, Liêu Tú. - Tổng Định Hòa, gồm các xã: Châu Khánh, An Thạnh Nhứt, Đại Ngãi, Long Đức, Phú Hữu, Hậu Thạnh, Song Phụng, Trường Khánh. |
| 4                                   | Thuận Hòa (Bố Thảo cũ, quận lỵ Thuận Hòa)  | - Tổng Thuận Mỹ, gồm các xã: Thuận Hòa, Mỹ Hương (Thiên Mỹ và Thiện Hưng cũ), Phú Tâm (Phú Nỗ và Phước Tâm cũ), An Ninh, Thuận Hưng. - Tổng Thuận Phú, gồm các xã: Mỹ Phước, Mỹ Tú, Phương Long, Mỹ Hưng.                                                                                |
| 5                                   | Vĩnh Lợi (quận lỵ Vĩnh Lợi)                | - Tổng Thạnh Hòa, gồm các xã: Vĩnh Lợi, Long Thạnh, Hòa Bình, Hưng Hội, Vĩnh Trạch. - Tổng Thạnh Hưng, gồm các xã: Vĩnh Châu, Vĩnh Phước, Lai Hòa, Lạc Hòa, Khánh Hòa. |
| 6                                   | Giá Rai (quận lỵ Phong Thạnh)              | - Tổng Long Thủy, gồm các xã: Phong Thạnh, Long Điền, An Trạch, Vĩnh Mỹ. |
| 7                                   | Phước Long (quận lỵ Phước Long)            | - Tổng Thanh Bình, gồm các xã: Phước Long, Vĩnh Phú, Ninh Hòa, Ninh Quới, Vĩnh Hưng. - Tổng Thanh Yên, gồm các xã: Phong Thạnh Tây, Ninh Thạnh Lợi, Lộc Ninh, Vĩnh Lộc. |
| Tổng cộng                           | 7 quận                                     | 14 tổng, 68 xã |

Ngày 12 tháng 2 năm 1960, Tổng thống Việt Nam Cộng hòa ban hành Sắc lệnh số 41-NV. Theo đó, chuyển một phần đất của xã Vĩnh Lộc, quận Phước Long, tỉnh Ba Xuyên về quận Kiên Long tỉnh Kiên Giang mới lập.
Ngày 5 tháng 12 năm 1960, Tổng thống Việt Nam Cộng hòa ban hành Nghị định số 1191-NV. Theo đó, tái lập quận Vĩnh Châu tại tỉnh Ba Xuyên, quận lỵ đặt tại Vĩnh Châu. Quận Vĩnh Châu gồm có 1 tổng với 5 xã kê sau đây: tổng Thạnh Hưng với các xã: Vĩnh Châu, Vĩnh Phước, Lai Hòa, Lạc Hòa, Khánh Hòa.
Ngày 24 tháng 12 năm 1961, Tổng thống Việt Nam Cộng hòa ban hành Sắc lệnh số 244-NV. Theo đó, chuyển quận Phước Long, các phần đất nguyên của hai xã Vĩnh Quới và Tân Long quận Thạnh Trị, tỉnh Ba Xuyên về tỉnh Chương Thiện mới thành lập. Xã Vĩnh Hưng và xã Vĩnh Phú nguyên thuộc quận Phước Long (Ba Xuyên) nay được sáp nhập vào quận Giá Rai (tỉnh Ba Xuyên). Riêng địa phận xã Vĩnh Phú được sáp nhập thêm một phần đất của xã Ninh Quới nằm về phía Nam Kinh Quản Lộ – Phụng Hiệp.
Ngày 18 tháng 4 năm 1963, Tổng thống Việt Nam Cộng hòa ban hành Sắc lệnh số 38-NV. Theo đó, xã Vĩnh Phú thuộc quận Giá Rai, tỉnh Ba Xuyên nay được sáp nhập vào quận Phước Long, tỉnh Chương Thiện.
Ngày 8 tháng 9 năm 1964, Thủ tướng Chính phủ Việt Nam Cộng hòa ban hành Sắc lệnh số 245-NV. Theo đó, tái lập tỉnh Bạc Liêu, tỉnh lỵ đặt tại Bạc Liêu. Địa phận của tỉnh Bạc Liêu, gồm có:
| Đơn vị hành chánh của tỉnh Bạc Liêu | Đơn vị hành chánh của tỉnh Bạc Liêu  | Đơn vị hành chánh của tỉnh Bạc Liêu                                                                                           |
| Số thứ tự                           | Quận                                 | Tổng, xã |
| ----------------------------------- | ------------------------------------ | --- |
| 1                                   | Vĩnh Lợi (thuộc tỉnh Ba Xuyên)       | 1 tổng, 5 xã: - Tổng Thạnh Hòa, gồm 5 xã: Vĩnh Lợi, Long Thạnh, Hòa Bình, Vĩnh Trạch, Hưng Hội.                               |
| 2                                   | Giá Rai (thuộc tỉnh Ba Xuyên)        | 1 tổng, 5 xã: - Tổng Long Thủy, gồm 5 xã: Phong Thạnh, Long Điền, Vĩnh Mỹ, An Trạch, Vĩnh Hưng.                               |
| 3                                   | Vĩnh Châu (thuộc tỉnh Ba Xuyên)      | 1 tổng, 5 xã: - Tổng Thạnh Hưng, gồm 5 xã: Vĩnh Châu, Lạc Hòa, Lai Hòa, Khánh Hòa, Vĩnh Phước.                                |
| 4                                   | Phước Long (thuộc tỉnh Chương Thiện) | 2 tổng, 4 xã: - Tổng Thanh Bình, gồm 2 xã: Phước Long, Vĩnh Phú. - Tổng Thanh Yên, gồm 2 xã: Phong Thạnh Tây, Ninh Thạnh Lợi. |

Ngày 2 tháng 8 năm 1967, Chủ tịch Ủy ban Hành pháp Trung ương Việt Nam Cộng hòa ban hành Nghị định số 1895-NĐ/ĐUHC. Theo đó, dời quận lỵ Vĩnh Lợi, tỉnh Bạc Liêu từ địa điểm WR.804.264 đến địa điểm WR.816.276, thuộc địa phận xã Vĩnh Lợi.
Ngày 11 tháng 7 năm 1968, Thủ tướng Chính phủ Việt Nam Cộng hòa ban hành Sắc lệnh số 78-SL/NV. Theo đó, chuyển 5 ấp: Nàng Rền, Thị Yểu, Vàm Lẽo, Gia Hội và Năm Căn thuộc xã Hưng Hội, tổng Thạnh Hòa, quận Vĩnh Lợi, tỉnh Bạc Liêu về xã Gia Hòa quận Hòa Tú (mới lập) tỉnh Ba Xuyên. Xã Châu Thới thuộc tổng Thạnh An, quận Thạnh Trị, tỉnh Ba Xuyên nay sáp nhập vào quận Vĩnh Lợi, tỉnh Bạc Liêu và 3 ấp phía Nam của xã Châu Hưng (ấp Thông Lưu B, Xóm Lớn, Nhà Thờ 2), tổng Thạnh An, quận Thạnh Trị, tỉnh Ba Xuyên được sáp nhập vào xã Vĩnh Lợi, quận Vĩnh Lợi, tỉnh Bạc Liêu.
Ngày 26 tháng 2 năm 1970, Thủ tướng Chính phủ Việt Nam Cộng hòa ban hành Nghị định số 211-NĐ/NV. Theo đó, sáp nhập ấp Thảo Lạng thuộc xã Lai Hòa, quận Vĩnh Châu, tỉnh Bạc Liêu vào xã Vĩnh Trạch, quận Vĩnh Lợi cùng tỉnh.
Ngày 11 tháng 3 năm 1970, Thủ tướng Chính phủ Việt Nam Cộng hòa ban hành Sắc lệnh số 29-SL/NV. Theo đó:
- Sáp nhập vào lãnh thổ tỉnh Bạc Liêu: Các ấp Thông Lưu B, Xóm Lớn và Nhà Thờ 2, nguyên thuộc xã Châu Hưng, quận Thạnh Trị, tỉnh Ba Xuyên. Các ấp này sẽ đặt trực thuộc vào xã Vĩnh Lợi, quận Vĩnh Lợi, tỉnh Bạc Liêu; Các ấp Nàng Rền, Thị Yêu, Gia Hội và Năm Căn, nguyên thuộc xã Gia Hòa, quận Hòa Tú tỉnh Ba Xuyên. Các ấp này sẽ đặt trực thuộc xã Hưng Hội, quận Vĩnh Lợi, tỉnh Bạc Liêu.
- Sáp nhập vào lãnh thổ tỉnh Ba Xuyên (quận Hòa Tú) một giải đất rộng 1.500 thước, chạy dọc theo sông Mỹ Thạnh, từ XR.150.442 đến WR.970.340, nguyên thuộc xã Khánh Hòa và xã Vĩnh Phước quận Vĩnh Châu tỉnh Bạc Liêu.
- Xã Châu Thới thuộc quận Vĩnh Lợi tỉnh Bạc Liêu được xóa tên và lãnh thổ được chia làm hai: phần nửa thuộc về phía bắc được sáp nhập vào xã Châu Hưng, quận Thạnh Trị, tỉnh Ba Xuyên; phần nửa về phía nam được sáp nhập vào xã Vĩnh Hưng, quận Giá Rai, tỉnh Bạc Liêu.

Ngày 7 tháng 3 năm 1972, Thủ tướng Chính phủ Việt Nam Cộng hòa ban hành Nghị định số 215-NĐ/NV. Theo đó, sáp nhập xã Vĩnh Hưng nguyên thuộc quận Giá Rai tỉnh Bạc Liêu vào quận Vĩnh Lợi cùng tỉnh.

#### TỉnhCà Mau- TỉnhAn Xuyên
Ngày 9 tháng 3 năm 1956, Tổng thống Việt Nam Cộng hòa ban hành Sắc lệnh số 32-NV. Theo đó, thành lập một tỉnh lấy tên tỉnh Cà Mau. Tỉnh Cà Mau, gồm địa phận Cà Mau Nam với 2 quận: Cà Mau, Quảng Xuyên và 4 xã: Định Thành, Hòa Thành, Tân Thành, Phong Thạnh Tây thuộc quận Giá Rai của tỉnh Bạc Liêu.
Ngày 22 tháng 10 năm 1956, Tổng thống Việt Nam Cộng hòa ban hành Sắc lệnh số 143-NV. Theo đó, tỉnh An Xuyên (tỉnh lỵ Quản Long). Tên cũ: Cà Mau.
Ngày 3 tháng 1 năm 1957, Bộ trưởng Nội vụ Việt Nam Cộng hòa ban hành Nghị định số 5-BNV/HC/NĐ về việc ấn định các đơn vị hành chính tỉnh An Xuyên.
Ngày 5 tháng 8 năm 1957, Bộ trưởng Nội vụ Việt Nam Cộng hòa ban hành Nghị định số 244-BNV/HC/NĐ. Theo đó, phân chia mỗi xã kể sau đây thuộc tỉnh An Xuyên thành hai xã riêng biệt:
- Xã Tân Thuận (quận Đầm Dơi) chia ra hai xã: Tân Thuận và Tân Hòa.
- Xã Tân Hưng Đông (quận Cái Nước) chia ra hai xã: Tân Hưng Đông và Thuận Hưng.
- Xã Khánh Bình (quận Châu Thành) chia ra hai xã: Khánh Bình Đông và Khánh Bình Tây.

Ngày 5 tháng 8 năm 1957, Bộ trưởng Nội vụ Việt Nam Cộng hòa ban hành Nghị định số 245-BNV/HC/NĐ. Theo đó, thành lập trong địa hạt tỉnh An Xuyên một quận mới lấy tên là quận Sông Ông Đốc. Địa hạt quận nầy, gồm các xã sau đây: Khánh Bình Đông, Khánh Bình Tây (trước thuộc xã Khánh Bình, quận Châu Thành), Phong Lạc (trước thuộc quận Cái Nước). Quận lỵ đặt tại cửa sông Ông Đốc (xã Khánh Bình Tây).
Ngày 5 tháng 8 năm 1957, Bộ trưởng Nội vụ Việt Nam Cộng hòa ban hành Nghị định số 246-BNV/HC/NĐ. Theo đó, tỉnh An Xuyên (tỉnh lỵ Quản Long), gồm các đơn vị hành chánh kể sau đây:
| Đơn vị hành chánh của tỉnh An Xuyên | Đơn vị hành chánh của tỉnh An Xuyên     | Đơn vị hành chánh của tỉnh An Xuyên |
| Số thứ tự                           | Quận                                    | Xã |
| ----------------------------------- | --------------------------------------- | --- |
| 1                                   | Quản Long (quận lỵ Quản Long)           | Các xã: Tân Xuyên (gồm Tân Xuyên, Tân Lợi và một phần Thạnh Phú), Hòa Thành (gồm Hòa Thành và một phần Thạnh Phú), Tân Lộc (gồm Tân Lộc và một phần An Xuyên cũ), Định Thành (gồm Định Thành và Tân Thành). |
| 2                                   | Cái Nước (quận lỵ Cái Nước Ngọn)        | Các xã: Hưng Mỹ, Tân Hưng Tây, Tân Hưng Đông, Phú Mỹ, Tân Hưng, Thuận Hưng (mới thành lập). |
| 3                                   | Đầm Dơi (quận lỵ Tân Duyệt)             | Các xã: Tân Ân, Tân Duyệt, Tân Thuận, Tân Hòa (mới thành lập). |
| 4                                   | Năm Căn (quận lỵ Năm Căn)               | Các xã: Năm Căn, Viên An. |
| 5                                   | Thới Bình (quận lỵ Thới Bình)           | Các xã: Thới Bình, Tân Phú, Khánh An, Khánh Lâm (hai xã này trước thuộc quận Châu Thành). |
| 6                                   | Sông Ông Đốc (quận lỵ Cửa Sông Ông Đốc) | Các xã: Khánh Bình Đông, Khánh Bình Tây (trước thuộc xã Khánh Bình quận Châu Thành), Phong Lạc (trước thuộc quận Cái Nước).                                                                                 |
| Tổng cộng                           | 6 quận                                  | 23 xã |

Ngày 7 tháng 12 năm 1965, Chủ tịch Ủy ban Hành pháp Trung ương Việt Nam Cộng hòa ban hành Nghị định số 2140-NV. Theo đó, sáp nhập xã Tân Ân thuộc quận Đầm Dơi tỉnh An Xuyên vào quận Năm Căn cùng tỉnh; xã Tân Hưng và xã Hưng Mỹ thuộc quận Cái Nước vào quận Đầm Dơi cùng tỉnh. Quận lỵ Đầm Dơi trước đặt tại Tân Duyệt nay được dời đến Chà Là. Quận lỵ Cái Nước trước đặt tại Cái Nước Ngọn nay được dời đến Đầm Cùng.
Ngày 23 tháng 1 năm 1968, Thủ tướng Chính phủ Việt Nam Cộng hòa ban hành Nghị định số 46-NĐ/NV. Theo đó, sáp nhập phần đất thuộc các ấp Cái Cấm, Bầu Tròn, Gia Ngựa của xã Tân Hưng Đông và các ấp Bờ Đập, Chà Là của xã Thuận Hưng quận Cái Nước tỉnh An Xuyên, vào xã Tân Hưng thuộc quận Đầm Dơi cùng tỉnh.
Ngày 19 tháng 9 năm 1968, Thủ tướng Chính phủ Việt Nam Cộng hòa ban hành Nghị định số 1011-NĐ/NV. Theo đó, sáp nhập 2 xã Thuận Hưng và Tân Hưng Đông quận Cái Nước tỉnh An Xuyên vào quận Năm Căn cùng tỉnh. Quận lỵ Năm Căn đặt tại Năm Căn, nay được dời đến Đồng Cùng, ấp Mỹ Hưng, xã Tân Hưng Đông. Quận lỵ Cái Nước trước đặt tại Đầm Cùng nay được dời đến xã Tân Hưng Tây gần biệt khu Hải Yến.
Ngày 29 tháng 10 năm 1969, Thủ tướng Chính phủ Việt Nam Cộng hòa ban hành Nghị định số 1150-NĐ/NV. Theo đó, quận Cái Nước tỉnh An Xuyên nay được đổi tên là quận Hải Yến. Dân số tính đến năm 1971 là 279.113 người.
Ngày 9 tháng 2 năm 1973, Thủ tướng Chính phủ Việt Nam Cộng hòa ban hành Nghị định số 128-NĐ/NV. Theo đó, quận lỵ Đầm Dơi, tỉnh An Xuyên, đặt tại ấp Giá Ngựa, xã Tân Hưng nay được dời về ấp Châu Thành, xã Tân Duyệt. Quận lỵ Năm Căn, tỉnh An Xuyên đặt tại Đồng Cùng, ấp Mỹ Hưng, xã Tân Hưng Đông nay được dời về ấp Hàm Rồng, xã Năm Căn.
Ngày 28 tháng 5 năm 1973, Tổng trưởng Nội vụ Việt Nam Cộng hòa ban hành Nghị định số 287-BNV/HCĐP/26X. Theo đó, tái lập xã Tân Thành, thuộc quận Quản Long, tỉnh An Xuyên.
Ngày 13 tháng 9 năm 1974, Thủ tướng Chính phủ Việt Nam Cộng hòa ban hành Nghị định số 737-b/NĐ/NV. Theo đó, sáp nhập xã Hưng Mỹ thuộc quận Đầm Dơi tỉnh An Xuyên vào quận Sông Ông Đốc cùng tỉnh.

### Về phíaMặt trận Dân tộc Giải phóng miền Nam Việt NamvàCộng hòa miền Nam Việt Nam[29]
Tuy nhiên, Chính quyền Mặt trận Dân tộc Giải phóng Miền Nam Việt Nam và sau này là Chính phủ Cách mạng lâm thời Cộng hòa Miền Nam Việt Nam cùng với Việt Nam Dân chủ Cộng hòa không công nhận tên gọi tỉnh An Xuyên mà vẫn gọi theo tên cũ là tỉnh Cà Mau.
Sau ngày 30 tháng 4 năm 1975, chính quyền quân quản Cộng hòa miền Nam Việt Nam vẫn duy trì tỉnh Cà Mau cho đến đầu năm 1976. Lúc này, chính quyền Cách mạng cũng bỏ danh xưng quận có từ thời Pháp thuộc và lấy danh xưng huyện (quận và phường dành cho các đơn vị hành chánh tương đương khi đã đô thị hóa).

## TỉnhMinh Hải

#### Tỉnh Bạc Liêu – Cà Mau (1975 – 1976)
Ngày 20 tháng 9 năm 1975, Bộ Chính trị ban hành Nghị quyết số 245-NQ/TW về việc hợp nhất tỉnh Bạc Liêu, tỉnh Cà Mau và hai huyện Vĩnh Thuận, An Biên (ngoại trừ 2 xã Đông Yên và Tây Yên) của tỉnh Rạch Giá sẽ hợp nhất lại thành một tỉnh, tên gọi tỉnh mới cùng với nơi đặt tỉnh lỵ sẽ do địa phương đề nghị lên.
Ngày 20 tháng 12 năm 1975, Bộ Chính trị lại ban hành Nghị quyết số 19/NQ về việc hợp nhất tỉnh Bạc Liêu và tỉnh Cà Mau thành một tỉnh mới, lấy tên là tỉnh Bạc Liêu – Cà Mau.
Ngày 24 tháng 2 năm 1976, Chính phủ Cách mạng Lâm thời Cộng hòa miền Nam Việt Nam ban hành Nghị định số 3/NQ/1976 về việc hợp nhất tỉnh Bạc Liêu và tỉnh Cà Mau thành một tỉnh mới, lấy tên là tỉnh Bạc Liêu – Cà Mau.
Ngày 10 tháng 3 năm 1976, Chính phủ ban hành Nghị quyết về việc thành lập tỉnh Minh Hải trên cơ sở đổi tên tỉnh Cà Mau – Bạc Liêu.

#### Ngày 11 tháng 7 năm 1977, Hội đồng Chính phủ ban hành Quyết định số 181-CP[33]về việc giải thể huyện Châu Thành thuộc tỉnh Minh Hải và sáp nhập các xã trước đây thuộc huyện Châu Thành vào một số huyện khác thuộc tỉnh Minh Hải:
- Sáp nhập 3 xã: Định Thành, Hòa Thành, Tân Thành và thị trấn Tắc Vân thuộc huyện Châu Thành vào huyện Giá Rai.
- Sáp nhập 2 xã: Lý Văn Lâm, Lương Thế Trân thuộc huyện Châu Thành vào huyện Trần Văn Thời.
- Sáp nhập xã An Xuyên thuộc huyện Châu Thành vào huyện Thới Bình.

#### Ngày 29 tháng 12 năm 1978, Hội đồng Chính phủ ban hành Quyết định số 326-CP[34]phê chuẩn (về nguyên tắc) việc phân vạch địa giới hành chính các huyện và thị xã thuộc tỉnh Minh Hải từ 6 huyện, 2 thị xã, 66 xã, 17 phường cũ thành 12 huyện, 2 thị xã, 260 xã, 16 phường và 14 thị trấn mới:
1. Huyện Vĩnh Lợi có 22 xã, 1 thị trấn huyện lỵ Vĩnh Lợi.
- Phía đông giáp thị xã Minh Hải
- Phía tây giáp kênh Cái Cùng và Quốc lộ 4
- Phía nam giáp Biển Đông
- Phía bắc giáp tỉnh Hậu Giang.

2. Huyện Giá Rai có 31 xã, 3 thị trấn (thị trấn huyện lỵ Giá Rai, thị trấn Hộ Phòng và thị trấn Gành Hào).
- Phía đông giáp huyện Vĩnh Lợi
- Phía tây giáp xã Tân Thành, xã Định Thành, huyện Cà Mau
- Phía nam giáp sông Gành Hào và Biển Đông
- Phía bắc giáp xã Vĩnh Phú Tây, xã Phong Thạnh Tây, huyện Phước Long.

3. Huyện Hồng Dân có 16 xã, 1 thị trấn huyện lỵ Ngan Dừa.
- Phía đông và phía bắc giáp tỉnh Hậu Giang
- Phía tây giáp tỉnh Kiên Giang
- Phía nam giáp huyện Phước Long.

4. Huyện Thới Bình có 23 xã, 1 thị trấn huyện lỵ Thới Bình.
- Phía đông giáp huyện Giá Rai và huyện Phước Long
- Phía tây giáp xã Nguyễn Phích, xã Khánh An, huyện U Minh
- Phía nam giáp xã An Xuyên và xã Tân Thành, huyện Cà Mau
- Phía bắc giáp tỉnh Kiên Giang.

5. Huyện Trần Văn Thời có 26 xã, 1 thị trấn Sông Ông Đốc.
- Phía đông giáp xã An Xuyên, xã Lý Văn Lâm, xã Lương Thế Trân, huyện Cà Mau
- Phía tây giáp Vịnh Thái Lan
- Phía nam giáp xã Phú Mỹ A, xã Phú Mỹ B, huyện Phú Tân
- Phía bắc giáp rừng U Minh, huyện U Minh, từ ngã ba sông Cái Tàu của xã Khánh An, huyện U Minh đi thẳng phía tây ra Vịnh Thái Lan.

6. Huyện Ngọc Hiển có 18 xã, 1 thị trấn huyện lỵ Ngọc Hiển.
- Phía đông giáp thị trấn Gành Hào, huyện Giá Rai và Biển Đông
- Phía tây giáp xã Trần Phán và xã Quách Phẩm A, huyện Cái Nước
- Phía nam giáp xã Quách Phẩm B, huyện Năm Căn
- Phía bắc giáp xã Định Thành, xã Hòa Thành, huyện Cà Mau.

7. Huyện Cà Mau (mới thành lập) có 16 xã, 1 thị trấn Tắc Vân (địa bàn huyện Cà Mau chính là địa bàn huyện Châu Thành trước đây).
- Phía đông giáp xã An Trạch, huyện Giá Rai
- Phía tây giáp xã Khánh Bình (huyện Trần Thời) và xã Khánh An (huyện U Minh)
- Phía nam giáp xã Phú Hưng, xã Trần Văn Phán, huyện Cái Nước và xã Tạ An Khương, huyện Ngọc Hiển
- Phía bắc giáp xã Hồ Thị Kỷ, xã Tân Lộc, huyện Thới Bình.

8. Huyện Phước Long (mới thành lập) có 19 xã, 1 thị trấn huyện lỵ Phước Long.
- Phía đông giáp xã Vĩnh Hưng, xã Vĩnh Mỹ B huyện Vĩnh Lợi
- Phía tây giáp xã Tân Phú, huyện Thới Bình
- Phía nam giáp xã Phong Thạnh và xã Phong Thạnh Đông, huyện Giá Rai
- Phía bắc giáp xã Ninh Thạnh Lợi, xã Ninh Quới, huyện Hồng Dân.

9. Huyện U Minh (mới thành lập) có 20 xã, 1 thị trấn huyện lỵ U Minh.
- Phía đông giáp huyện Thới Bình
- Phía tây giáp Vịnh Thái Lan
- Phía nam giáp huyện Trần Thời
- Phía bắc giáp tỉnh Kiên Giang.

10. Huyện Phú Tân (mới thành lập) có 16 xã, 1 thị trấn huyện lỵ Cái Đôi.
- Phía đông giáp huyện Cái Nước
- Phía tây và tây nam giáp Vịnh Thái Lan
- Phía nam giáp huyện Năm Căn
- Phía bắc giáp huyện Trần Thời.

11. Huyện Cái Nước (mới thành lập) có 18 xã, 1 thị trấn huyện lỵ Cái Nước.
- Phía tây và tây bắc giáp xã Phong Lạc huyện Trần Thời và xã Phú Mỹ A, xã Việt Khái, huyện Phú Tân
- Phía đông giáp xã Tạ An Khương, xã Tân Duyệt, huyện Ngọc Hiển
- Phía nam giáp huyện Năm Căn
- Phía bắc giáp xã Lương Thế Trân, huyện Cà Mau.

12. Huyện Năm Căn (mới thành lập) có 28 xã, 1 thị trấn huyện lỵ Năm Căn.
- Phía đông giáp xã Tân Tiến, xã Tân Duyệt (huyện Ngọc Hiển)
- Phía tây giáp Vịnh Thái Lan
- Phía nam giáp Biển Đông
- Phía bắc giáp xã Việt Khải, huyện Phú Tân và xã Trần Thời, xã Đông Thới, xã Quách Phẩm A, huyện Cái Nước.

13. Thị xã Cà Mau có 8 phường.
- Địa giới giữ nguyên như hiện nay.

14. Thị xã Minh Hải (tỉnh lỵ), có 8 phường và 7 xã ngoại thị.
- Phía đông giáp Rạch Cầu Thắng
- Phía tây giáp Rạch Dần Xây
- Phía nam giáp Biển Đông
- Phía bắc giáp Rạch Trà Khứa và Ấp Cái Giá.

#### Ngày 25 tháng 7 năm 1979, Hội đồng Chính phủ ban hành Quyết định số 275-CP[35]về việc điều chỉnh địa giới một số xã và thị trấn thuộc các huyện Vĩnh Lợi, Thới Bình, U Minh, Ngọc Hiển, Năm Căn, Phú Tân, Cái Nước, Hồng Dân, Trần Thời, Phước Long, Cà Mau và thị xã Minh Hải thuộc tỉnh Minh Hải:
1. Thị xã Minh Hải
- Chia xã Vĩnh Trạch thành hai xã lấy tên là xã Vĩnh Thuận và xã Vĩnh Hòa.
- Chia xã Vĩnh Lợi thành hai xã lấy tên là xã Vĩnh Hiệp và xã Vĩnh Thành.

2. Huyện Vĩnh Lợi
- Chia xã Vĩnh Mỹ A thành bốn xã lấy tên là xã Vĩnh Mỹ A, xã Vĩnh Thắng, xã Vĩnh Thịnh và xã Vĩnh Hậu.
- Chia xã Vĩnh Mỹ B thành ba xã lấy tên là xã Vĩnh Mỹ B, xã Vĩnh Bình và xã Vĩnh An.
- Chia xã Châu thới thành ba xã lấy tên là xã Châu Thới, xã Thới Chiến và xã Thới Thắng.
- Chia xã Hưng Hội thành hai xã lấy tên là xã Hưng Hội và xã Hưng Thành.
- Chia xã Long Thạnh thành hai xã lấy tên là xã Long Thạnh và xã Long Hà.
- Chia xã Vĩnh Hưng thành hai xã lấy tên là xã Vĩnh Hưng và xã Vĩnh Hùng.
- Chia xã Minh Diệu thành hai xã lấy tên là xã Minh Diệu và xã Minh Tân.
- Chia xã Châu Hưng thành ba xã lấy tên là xã Châu Hưng, xã Phước Hưng và xã Hòa Hưng.
- Xã Hòa Bình đổi tên thành xã Vĩnh Lợi.

3. Huyện Hồng Dân
- Chia xã Ninh Thạnh Lợi thành ba xã lấy tên là xã Ninh Thạnh Lợi, xã Ninh Thuận và xã Ninh Lợi.
- Chia xã Ninh Quới thành ba xã lấy tên là xã Ninh Quới, xã Ninh Quới A và xã Ninh Quới B.
- Chia xã Ninh Hòa thành hai xã lấy tên là xã Ninh Hòa và xã Hòa Lợi.
- Chia xã Vĩnh Lộc thành ba xã lấy tên là xã Vĩnh Lộc, xã Vĩnh Hiếu và xã Vĩnh Trung.
- Chia xã Lộc Ninh thành hai xã lấy tên là xã Lộc Ninh A và xã Lộc Ninh B.
- Thành lập thị trấn huyện lỵ của huyện Hồng Dân lấy tên là thị trấn Ngan Dừa.

4. Huyện Phước Long
- Chia xã Vĩnh Phú Đông thành bốn xã lấy tên là xã Vĩnh Phú Đông, xã Đông Phú, xã Hưng Phú và xã Đông Nam.
- Chia xã Vĩnh Phú Tây thành ba xã lấy tên là xã Vĩnh Thạnh, xã Vĩnh Hồng và xã Vĩnh Tiến.
- Chia xã Phước Long thành hai xã lấy tên là xã Phước Long và xã Phước Tây.
- Chia xã Phong Thạnh Tây thành ba xã lấy tên là xã Phong Dân, xã Phong Hòa và xã Phong Hiệp.
- Thành lập thị trấn huyện lỵ của huyện Phước Long lấy tên là thị trấn Phước Long.

5. Huyện Ngọc Hiển
- Chia xã Tân Duyệt thành bốn xã và một thị trấn lấy tên là xã Tân Duyệt, xã Tân Hồng, xã Tân Dân, xã Tân Chánh và thị trấn Ngọc Hiển.
- Thành lập thị trấn huyện lỵ của huyện Ngọc Hiển lấy tên là thị trấn Ngọc Hiển.
- Chia xã Quách Phẩm B thành hai xã lấy tên là xã Ngọc Chánh và xã Tân Hùng.
- Chia xã Tạ An Khương thành bốn xã lấy tên là xã Thành Điền, xã Tân Mỹ, xã Thới Phong và xã Tạ An Khương.
- Chia xã Tân Thuận thành năm xã lấy tên là xã Tân Đức, xã Hiệp Bình, xã Thuận Hoà, xã Tân Lập và xã Tân Thuận.
- Chia xã Tân Tiến thành bốn xã lấy tên là xã Nguyễn Huân, xã Long Hòa, xã Tân Tiến và xã Phú Hải.

6. Huyện Thới Bình
- Chia xã Biển Bạch thành bốn xã lấy tên là xã Biển Bạch Tây, xã Biển Bạch Tân, xã Biển Bạch và xã Biển Bạch Đông.
- Chia xã Trí Phải thành bốn xã lấy tên là xã Trí Phải Tây, xã Trí Phải Trung, xã Trí Phải Đông và xã Trí Phải.
- Chia xã Tân Phú Thành thành ba xã lấy tên là xã Tân Quý, xã Tân Phú và xã Tân Xuân.
- Chia xã Tân Lộc thành bốn xã lấy tên là xã Tân Thới, xã Tân Bình, xã Tân Lộc và xã Tân Hải.
- Chia xã Thới Bình thành ba xã lấy tên là Thới Thuận, xã Thới Bình và xã Thới Hòa.
- Xác định ranh giới của xã Hồ Thị Kỷ sau khi chuyển giao một phần 2 xã sang cho huyện Cà Mau theo Quyết định số 326-CP.
- Thành lập trên phần đất còn lại của xã Khánh An sau khi đã được chuyển sang cho huyện U Minh theo Quyết định số 326-CP một xã mới lấy tên là xã Khánh Thới.
- Tiếp nhận một phần đất của xã Phong Thạnh Tây thuộc huyện Gia Rai chuyển sang theo Quyết định số 326-CP để thành lập một xã mới lấy tên là xã Phong Tiến.
- Xác định ranh giới của thị trấn Thới Bình.

7. Huyện Phú Tân
- Chia xã Tân Hưng Tây thành hai xã lấy tên là xã Tân Hưng Tây và xã Tân Hải.
- Chia xã Việt Khái thành ba xã lấy tên là xã Việt Khái, xã Việt Hùng và xã Việt Thắng.
- Chia xã Phú Mỹ A thành ba xã lấy tên là xã Phú Mỹ A, xã Phú Thành và xã Phú Thuận.
- Chia xã Phú Mỹ B thành hai xã lấy tên là xã Phú Hòa và xã Phú Hiệp.
- Thị trấn Cái Đôi nay đổi tên là thị trấn Phú Tân.

8. Huyện Cái Nước
- Chia xã Tân Hưng thành bốn xã lấy tên là xã Tân Hưng, xã Thạnh hưng, xã Phong Hưng và xã Hiệp Hưng.
- Chia xã Đông Thới thành hai xã lấy tên là xã Đông Thới và xã Tân Thới.
- Chia xã Hưng Mỹ thành ba xã lấy tên là xã Hưng Mỹ, xã Hòa Mỹ và xã Bình Mỹ.
- Xã Trần Thới, sau khi cắt 2 phần 5 đất sang huyện Phú Tân, diện tích và số dân còn lại vẫn lấy tên là xã Trần Thới.
- Chia xã Phú Hưng thành hai xã lấy tên là xã Phú Hưng và xã Phú Lộc.
- Chia xã Tân Hưng Đông thành ba xã lấy tên là xã Tân Hưng Đông, xã Tân Hiệp và xã Cái Nước.
- Chia xã Trần Phán thành hai xã lấy tên là xã Tân Trung và xã Trần Phán.
- Chia xã Quách Phẩm A thành hai xã lấy tên là xã Quách Thẩm và xã Hòa Điền.

9. Huyện Năm Căn
- Chia xã Viên An thành ba xã lấy tên là xã Duyên An Đông, xã Duyên An Tây và xã Đất Mũi.
- Chia xã Năm Căn thành hai xã và một thị trấn lấy tên là xã Hàm Rồng, xã Đất Mới và thị trấn Năm Căn.
- Chia xã Tân An thành hai xã lấy tên là xã Tam Giang và xã Tân An.
- Chia nửa xã Quách Thẩm B thành ba xã lấy tên là xã Thanh Tùng, xã Tân Điền và xã Hiệp Tùng.
- Chia nửa xã Quách Phẩm A thành ba xã lấy tên là xã Tân Trung, xã An Lập và xã Tân An.

10. Huyện Trần Văn Thời
- Chia xã Khánh Hưng A thành năm xã lấy tên là xã Khánh Dân, xã Khánh Hải, xã Khánh Hiệp, xã Khánh Hòa và xã Khánh Hưng.
- Chia xã Khánh Hưng B thành hai xã lấy tên là xã Khánh Tân và xã Khánh Hưng B.
- Chia xã Trần Hội thành bốn xã và một thị trấn lấy tên là xã Khánh Lộc, xã Khánh Dũng, xã Khánh Xuân, xã Trần Hội và thị trấn Trần Thời.
- Chia xã Phong Lạc thành ba xã lấy tên là xã Phong Phú, xã Phong Điền và xã Phong Lạc.
- Chia xã Khánh Bình thành bốn xã lấy tên là xã Khánh Bình, xã Khánh Trung, xã Khánh Đông và xã Khánh Tây.
- Thành lập một xã mới ở vùng sông ông Đốc lấy tên là xã Lợi An.

11. Huyện U Minh
- Chia xã Nguyễn Phích thành ba xã và một thị trấn lấy tên là xã Nguyễn Phích, xã Nguyễn Phích A, xã Nguyễn Pích B và thị trấn U Minh.
- Chia xã Khánh An thành ba xã lấy tên là xã Khánh An, xã Khánh Minh và xã Khánh Hiệp.
- Chia xã Khánh Lâm thành năm xã lấy tên là xã Khánh Lâm, xã Khánh Hội, xã Khánh Tân, xã Khánh Tiến và xã Khánh Hòa.

12. Huyện Cà Mau
- Chia xã Hòa Thành thành ba xã lấy tên là xã Hòa Thành, xã Hòa Tân và xã Bình Thành
- Chia xã Tân Thành thành ba xã lấy tên là xã Tân Thành, xã Tân Định và xã Tân Thạnh.
- Chia xã An Xuyên thành hai xã lấy tên là xã An Xuyên và xã An Lộc.
- Chia xã Lương Thế Trân thành ba xã lấy tên là xã Lương Thế Trân, xã Thạnh Trung và xã Thạnh Phú.
- Xác định địa giới của xã Lý Văn Lâm.b
- Chia xã Định Thành thành ba xã lấy tên là xã Định Thành, xã Định Hòa và xã Định Bình.
- Thành lập (trên phần nửa đất của xã Hồ Thị Kỷ, huyện Thới Bình tách sang huyện Cà Mau) một xã mới lấy tên là xã Tân Lợi.
- Xác định địa giới của thị trấn Tắc Vân.

#### Ngày 28 tháng 3 năm 1983, Hội đồng Bộ trưởng ban hành Quyết định số 23-HĐBT[36]về việc phân vạch địa giới thị trấn Phú Tân và các xã Tân Hải, Việt Khái thuộc huyện Phú Tân, tỉnh Minh Hải:
- Chia thị trấn Phú Tân thành hai đơn vị hành chính mới lấy tên là thị trấn Phú Tân và xã Tân Phong.
- Chia xã Tân Hải thành hai xã lấy tên là xã Tân Hải và xã Tân Nghiệp.
- Chia xã Việt Khái thành ba xã lấy tên là xã Việt Khái, xã Việt Dũng và xã Việt Cường.

#### Ngày 30 tháng 8 năm 1983, Hội đồng Bộ trưởng ban hành Quyết định số 94-HĐBT[37]về việc giải thể huyện Cà Mau, phân vạch địa giới thị xã Cà Mau và các huyện Cà Mau, Giá Rai, Thới Bình, Cái Nước thuộc tỉnh Minh Hải:
1. Sáp nhập thị trấn Tắc Vân và các xã Tân Định, An Xuyên, An Lộc, Bình Thành, Hòa Tân, Hòa Thành, Tân Thành, Định Bình, Lý Văn Lâm của huyện Cà Mau vào thị xã Cà Mau.
- Thị trấn Tắc Vân đổi thành xã Tắc Vân. Sáp nhập 1/3 ấp Sở Tại của xã Thạch Phú (huyện Cà Mau) vào xã Lý Văn Lâm.
- Sáp nhập ấp Chánh của xã Thạnh Trung (huyện Cà Mau) vào Phường 8 của thị xã Cà Mau.
- Địa giới của thị xã Cà Mau:
  - Phía đông giáp huyện Giá Rai
  - Phía tây giáp huyện U Minh và huyện Trần Thời
  - Phía nam giáp huyện Cái Nước và huyện Ngọc Hiển
  - Phía bắc giáp huyện Thới Bình.

2. Sáp nhập các xã Định Hòa, Định Thành, Tân Thạnh của huyện Cà Mau vào huyện Giá Rai cùng tỉnh.
3. Sáp nhập xã Tân Lợi của huyện Cà Mau vào huyện Thới Bình cùng tỉnh.
4. Sáp nhập các xã Lương Thế Trân, Thạch Trung, Thạch Phú của huyện Cà Mau vào huyện Cái Nước cùng tỉnh.
- Sáp nhập 1/3 ấp ông Muộng của xã Lý Văn Lâm của thị xã Cà Mau vào xã Thạch Phú của huyện Cái Nước.

#### Ngày 17 tháng 5 năm 1984, Hội đồng Bộ trưởng ban hành Quyết định số 75-HĐBT[38]về việc phân vạch địa giới một số huyện, thị xã thuộc tỉnh Minh Hải:
1. Sáp nhập huyện Hồng Dân và huyện Phước Long thành một huyện lấy tên là huyện Hồng Dân.
- Huyện Hồng Dân gồm có các xã Vĩnh Lộc, Vĩnh Hiếu, Ninh Thuận, Ninh Thạnh Lợi, Ninh Lợi, Lộc Ninh A, Lộc Ninh B, Vĩnh Trung, Ninh Hòa, Hòa Lợi, Ninh Quới A, Ninh Quới B, Phong Dân, Phong Hòa, Phong Hiệp, Phước Tây, Phước Long, Vĩnh Hồng, Vĩnh Tiến, Vĩnh Thành, Vĩnh Phú Đông, Đông Phú, Đông Nam, Hưng Phú, thị trấn Phước Long và thị trấn Ngan Dừa. Huyện lỵ đóng tại thị trấn Phước Long.
- Địa giới huyện Hồng Dân:
  - Phía đông giáp huyện Thạnh Trị, tỉnh Hậu Giang
  - Phía tây giáp huyện Giồng Riềng, tỉnh Kiên Giang
  - Phía nam giáp huyện Giá Rai
  - Phía bắc giáp huyện Thạnh Trị, tỉnh Hậu Giang và huyện Giồng Riềng, tỉnh Kiên Giang.

2. Cắt 4 xã Quách Phẩm, Trần Phán, Tấn Trung, Hòa Điền của huyện Cái Nước và cắt 5 xã Tân Điền, Tân Ân, Thanh Tùng, Tân Trung, An Lập của huyện Năm Căn sáp nhập vào huyện Ngọc Hiển.
- Huyện Ngọc Hiển gồm có các xã Tân Mỹ, Tân Lập, Thành Điền, Thới Phong, Tân Duyệt, Tân Hùng, Tân Thánh, Tân Dân, Tân Thuận, Phú Hải, Hiệp Bình, Thuận Hoà, Long Hòa, Tạ An Khương, Nguyễn Huân, Ngọc Thánh, Tân Đức, Tân Hồng, Tân Tiến, Quách Phẩm, Tân Phán, Tấn Trung, Hòa Điền, Tân Điền, Tân An, Thạnh Tùng, Tân Trung, An Lập và thị trấn huyện lỵ Ngọc Hiển.
- Địa giới huyện Ngọc Hiển:
  - Phía đông giáp Biển Đông
  - Phía tây giáp huyện Cái Nước
  - Phía nam giáp huyện Năm Căn
  - Phía bắc giáp huyện Giá Rai và thị xã Cà Mau.

3. Huyện Năm Căn
- Huyện Năm Căn gồm các xã Tân Ân, Hiệp Tùng, Hàm Rồng, Đất Mới, Tam Giang, Đất Mũi, Duyên An Đông, Duyên An Tây và thị trấn huyện lỵ Năm Căn.
- Địa giới huyện Năm Căn:
  - Phía đông và phía nam giáp Biển Đông
  - Phía tây giáp Vịnh Thái Lan
  - Phía bắc giáp huyện Ngọc Hiển.

4. Sáp nhập huyện Cái Nước và huyện Phú Tân thành một huyện lấy tên là huyện Cái Nước.
- Huyện Cái Nước gồm các xã Cái Nước, Hiệp Hưng, Trần Thời, Tân Thới, Tân Hưng, Phong Hưng, Tân Hưng Đông, Hưng Mỹ, Bình Mỹ, Phú Lộc, Phú Hưng, Tân Hiệp, Đông Thới, Thanh Hưng, Thạch Phúc, Thạnh Trung, Lương Thế Tân, Hòa Mỹ, Tân Hải, Phú Hòa, Phú Hiệp, Việt Thắng, Việt Hùng, Tân Hưng Tây, Nguyễn Việt Khái, Phú Thuận, Phú Mỹ A, Phú Thành, Tân Nghiệp, Tân Phong, Việt Dũng, Việt Cường và thị trấn Phú Tân. Huyện lỵ đóng tại xã Cái Nước.
- Địa giới huyện Cái Nước:
  - Phía đông giáp huyện Ngọc Hiển
  - Phía tây giáp Vịnh Thái Lan
  - Phía nam giáp huyện Năm Căn
  - Phía bắc giáp thị xã Cà Mau.

5. Đổi tên thị xã Minh Hải thành thị xã Bạc Liêu thuộc tỉnh Minh Hải.

#### Ngày 17 tháng 12 năm 1984, Hội đồng Bộ trưởng ban hành Quyết định số 168-HĐBT[39]về việc đổi tên một số huyện thuộc tỉnh Minh Hải:
- Đổi tên huyện Năm Căn thành huyện Ngọc Hiển.
- Đổi tên huyện Ngọc Hiển thành huyện Đầm Dơi.

#### Ngày 14 tháng 2 năm 1987, Hội đồng Bộ trưởng ban hành Quyết định số 33B-HĐBT[41]về việc phân vạch, điều chỉnh địa giới hành chính một số xã, phường, thị trấn của các thị xã Bạc Liêu, Cà Mau và các huyện Cái Nước, Đầm Dơi, Ngọc Hiển, Vĩnh Lợi, Giá Rai, Hồng Dân, Thới Bình, Trần Văn Thời thuộc tỉnh Minh Hải:
1. Thị xã Bạc Liêu
- Sáp nhập xã Vĩnh Hiệp và xã Vĩnh Thành thành một xã lấy tên là xã Hiệp Thành.

2. Thị xã Cà Mau
- Sáp nhập Phường 2 và Phường 3 thành một phường lấy tên là Phường 2.
- Tách 950 hécta đất với 2.500 nhân khẩu của phường 8 để sáp nhập vào xã Lý Văn Lâm.
- Sáp nhập xã Tân Thành và xã Tân Định thành một xã lấy tên là xã Tân Thành.
- Sáp nhập xã An Xuyên và xã An Lộc thành một xã lấy tên là xã An Xuyên.
- Giải thể xã Bình Thành để sáp nhập vào hai xã Hòa Thành và Hòa Tân; tách một phần diện tích và dân số của hai xã này để sáp nhập vào xã Định Bình.

3. Huyện Cái Nước
- Sáp nhập xã Thạnh Trung và xã Lương Thế Trân thành một xã lấy tên là xã Lương Thế Trân.
- Sáp nhập xã Phú Hưng và xã Phú Lộc thành một xã lấy tên là xã Phú Hưng.
- Sáp nhập xã Hòa Mỹ và xã Hưng Mỹ thành một xã lấy tên là xã Hưng Mỹ.
- Sáp nhập xã Phú Mỹ và xã Phú Thuận thành một xã lấy tên là xã Phú Mỹ.
- Sáp nhập xã Phú Hoà và xã Phú Thành thành một xã lấy tên là xã Phú Hòa.
- Sáp nhập xã Việt Khái với xã Việt Dũng thành một xã lấy tên là xã Việt Khái.
- Giải thể xã Phong Hưng để sáp nhập vào xã Tân Hưng và xã Hưng Hiệp.
- Sáp nhập xã Việt Cường với xã Việt Hùng thành một xã lấy tên là xã Việt Hùng; tách một phần dân số và diện tích của xã Việt Hùng để sáp nhập vào xã Việt Thắng.
- Giải thể xã Tân Thới để sáp nhập vào xã Trần Thới và xã Đông Thới.
- Sáp nhập xã Tân Phong và xã Tân Nghiệp thành một xã lấy tên là xã Tân Nghiệp; tách một phần dân số và diện tích để sáp nhập vào thị trấn Phú Tân.
- Giải thể xã Cái Nước để thành lập thị trấn Cái Nước (thị trấn huyện lỵ huyện Cái Nước).

4. Huyện Đầm Dơi
- Sáp nhập xã Thành Điền và xã Tân Mỹ thành một xã lấy tên là xã Thành Điền.

5. Huyện Ngọc Hiển
- Giải thể thị trấn Năm Căn. Thành lập xã Hàng Vịnh trên cơ sở diện tích và dân số của thị trấn Năm Căn cũ.
- Chia xã Đất Mới thành hai đơn vị hành chính lấy tên là xã Đất Mới và thị trấn Năm Căn (thị trấn huyện lỵ huyện Ngọc Hiển).

6. Huyện Vĩnh Lợi
- Sáp nhập xã Vĩnh An và xã Vĩnh Mỹ B thành một xã lấy tên là xã Vĩnh Mỹ B; tách một phần diện tích và dân số của xã Vĩnh Mỹ B để sáp nhập vào xã Minh Diệu.
- Sáp nhập xã Minh Tân và xã Vĩnh Bình thành một xã lấy tên là xã Vĩnh Bình; tách một phần diện tích và dân số của hai xã này để sáp nhập vào xã Minh Diệu và xã Vĩnh Hùng.
- Sáp nhập xã Vĩnh Hùng và xã Vĩnh Hưng thành một xã lấy tên là xã Vĩnh Hưng; tách một phần diện tích và dân số của xã Minh Tân để sáp nhập vào xã Vĩnh Hưng.
- Tách một phần diện tích và dân số của xã Minh Diệu để sáp nhập vào xã Long Thạnh.
- Sáp nhập xã Châu Thới và xã Thới Chiến thành một xã lấy tên là xã Châu Thới; tách một phần diện tích và dân số của xã Châu Thới để sáp nhập vào xã Thới Thắng.
- Sáp nhập các xã Thới Thăng, Phước Hưng và Hoà Hưng thành một xã lấy tên là xã Hoà Hưng; tách một phần diện tích và dân số của xã Hoà Hưng để sáp nhập vào xã Châu Hưng và xã Hưng Hội.
- Sáp nhập xã Vĩnh Hậu và xã Long Hà thành một xã lấy tên là xã Vĩnh Hậu; tách một phần diện tích và dân số của xã Vĩnh Hậu để sáp nhập vào xã Vĩnh Thịnh, xã Long Thạnh và xã Vĩnh Lợi.
- Tách ấp Láng Dài của xã Vĩnh Lợi để sáp nhập vào xã Long Thạnh; giải thể xã Vĩnh Lợi để thành lập thị trấn Hoà Bình (thị trấn huyện lỵ huyện Vĩnh Lợi).
- Sau khi điều chỉnh địa giới hành chính, xã Long Thạnh có 3.318 hécta đất với 10.457 nhân khẩu.

7. Huyện Giá Rai
- Sáp nhập xã An Hòa và xã An Hạnh thành một xã lấy tên là xã An Hòa.
- Sáp nhập xã An Phúc và xã An Định thành một xã lấy tên là xã An Phúc.
- Sáp nhập xã An Bình và xã An Trạch thành một xã lấy tên là xã An Trạch.
- Giải thể xã Long Điền Tân để sáp nhập vào xã Long Điền và xã Long Điền Tiến.
- Giải thể xã Thạnh Hòa để sáp nhập vào xã Phong Thạnh và xã Thạnh Phú; đổi tên xã Thạnh Phú thành xã Thành Hòa.
- Sáp nhập xã Long Điền Đông K và xã Long Điền Đông C thành một xã lấy tên là xã Long Điền Đông C.

8. Huyện Hồng Dân
- Giải thể xã Vĩnh Hiếu để sáp nhập vào xã Vĩnh Lộc và xã Vĩnh Trung.
- Sáp nhập xã Lộc Ninh A và xã Lộc Ninh B thành một xã lấy tên là xã Lộc Ninh.
- Sáp nhập xã Ninh Thuận và xã Ninh Thạnh Lợi thành một xã lấy tên là xã Ninh Thạnh Lợi.
- Giải thể xã Phước Tây để sáp nhập vào xã Phước Long và xã Phong Hiệp; tách một phần diện tích và dân số của xã Phước Long để sáp nhập vào xã Hòa Lợi; tách một phần diện tích và dân số của xã Phước Tây để sáp nhập vào xã Phong Hiệp.
- Sau khi điều chỉnh địa giới, xã Hòa Lợi có 2.779 hécta đất với 6.325 nhân khẩu.
- Tách một phần diện tích và dân số của xã Vĩnh Hồng để sáp nhập vào xã Vĩnh Tiến; tách một phần diện tích và dân số của xã Vĩnh Tiến để sáp nhập vào xã Phong Hòa.

9. Huyện Thới Bình
- Giải thể xã Biển Bạch Tân để sáp nhập vào xã Biển Bạch và xã Biển Bạch Tây.
- Sáp nhập xã Biển Bạch Đông với xã Thới Thuận thành một xã lấy tên là xã Biển Bạch Đông.
- Sáp nhập xã Trí Phải Tây và xã Trí Phải Trung thành một xã lấy tên là xã Trí Phải Tây.
- Sáp nhập xã Trí Phải với xã Trí Phải Đông thành một xã lấy tên là xã Trí Phải.
- Sáp nhập xã Tân Quý với xã Tân Phú thành một xã lấy tên là xã Tân Phú; tách một phần diện tích và dân số của xã Tân Phú để sáp nhập vào xã Tân Xuân.
- Sáp nhập xã Tân Bình và xã Tân Thới thành một xã lấy tên là xã Lộc Bắc.
- Sáp nhập xã Tân Lộc và xã Tân Hải thành một xã lấy tên là xã Tân Lộc.

10. Huyện Trần Văn Thời
- Giải thể xã Phong Phú để sáp nhập vào xã Phong Lạc và xã Lợi An:
- Sáp nhập xã Khánh Dũng và xã Khánh Hưng thành một xã lấy tên là xã Khánh Hưng.
- Sáp nhập xã Khánh Xuân và xã Trần Hợi thành một xã lấy tên là xã Khánh Xuân.
- Giải thể xã Khánh Trung để sáp nhập vào xã Khánh Bình và xã Khánh Đông.
- Sáp nhập xã Khánh Dân và xã Khánh Hiệp thành một xã lấy tên là xã Khánh Dân.

#### Ngày 9 tháng 11 năm 1990, Ban Tổ chức Chính phủ ban hành Quyết định số 483/QĐ-TCCP[42]về việc điều chỉnh địa giới một số xã thuộc các huyện Hồng Dân và Vĩnh Lợi, tỉnh Minh Hải:
1. Huyện Hồng Dân
- Sáp nhập các xã Ninh Quới A, Ninh Quới B vào xã Ninh Quới.
- Sáp nhập các xã Đông Phú, Đông Nam vào xã Vĩnh Phú Đông.
- Sáp nhập các xã Phong Hòa, Phong Hiệp, Phong Dân vào xã Phong Thạnh Tây.
- Sáp nhập xã Ninh Lợi vào xã Ninh Thạnh Lợi.
- Sáp nhập xã Hòa Lợi vào xã Ninh Hòa.
- Hợp nhất hai xã Vĩnh Hồng và xã Vĩnh Tiến thành xã Vĩnh Phú Tây.
- Thành lập xã Phong Thạnh Nam.

2. Huyện Vĩnh Lợi
- Giải thể xã Hòa Hưng, nhập địa bàn vào xã Châu Hưng và xã Châu Thới.
- Sáp nhập xã Vĩnh Thắng vào xã Vĩnh Mỹ A.

#### Ngày 2 tháng 2 năm 1991, Ban Tổ chức Chính phủ ban hành Quyết định số 51/QĐ-TCCP[43]về việc điều chỉnh địa giới phường, xã thuộc thị xã Bạc Liêu và các huyện Cái Nước, Đầm Dơi, Thới Bình, Trần Văn Thời, U Minh, tỉnh Minh Hải:
1. Thị xã Bạc Liêu
- Sáp nhập Phường 6 vào Phường 5.
- Sáp nhập Phường 4 vào Phường 7.
- Giải thể Phường 1, nhập địa bàn vào Phường 3 và Phường 8.
- Hợp nhất hai xã Vĩnh Thuận và Vĩnh Hòa thành xã Thuận Hòa.
- Thị xã Bạc Liêu có 7 đơn vị hành chính gồm 5 phường: 2, 3, 5, 7, 8 và 2 xã: Hiệp Thành, Thuận Hòa.

2. Huyện Cái Nước
- Sáp nhập xã Thạnh Phú vào xã Lương Thế Trân.
- Sáp nhập xã Thạnh Hưng vào xã Tân Hưng.
- Sáp nhập xã Hiệp Hưng vào xã Đông Thới.
- Sáp nhập xã Bình Mỹ vào xã Hưng Mỹ.
- Sáp nhập xã Tân Hiệp vào xã Tân Hưng Đông.
- Sáp nhập xã Việt Thắng vào xã Trần Thới.
- Sáp nhập xã Phú Hòa vào xã Phú Mỹ.
- Hợp nhất xã Phú Hiệp, xã Tân Nghiệp và thị trấn Phú Tân thành xã Phú Tân.
- Hợp nhất xã Việt Hùng và xã Việt Khái thành xã Tân Hưng Tây mới.
- Hợp nhất xã Tân Hải với xã Tân Hưng Tây cũ thành xã Nguyễn Việt Khái.

3. Huyện Đầm Dơi
- Sáp nhập xã Quách Phẩm vào xã Trần Phán.
- Sáp nhập xã Ngọc Chánh vào xã Tân Hùng.
- Sáp nhập hai xã Tân Điền và Tân Hưng vào xã Thanh Tùng.
- Sáp nhập hai xã Tân Hồng và Tân Dân vào xã Tân Duyệt.
- Sáp nhập hai xã Thành Điền và Thới Phong vào xã Tạ An Khương.
- Hợp nhất hai xã Tân Trung và Tân An thành xã Quách Phẩm.

4. Huyện Thới Bình
- Sáp nhập xã Biển Bạch Tây vào xã Biển Bạch.
- Sáp nhập xã Trí Phải Tây vào xã Trí Phải.
- Sáp nhập xã Tân Xuân vào xã Tân Phú.
- Sáp nhập xã Lộc Bắc vào xã Tân Lộc.
- Sáp nhập xã Khánh Thới thuộc huyện Thới Bình vào xã Khánh An thuộc huyện Trần Văn Thời.
- Sáp nhập xã Tân Lợi vào xã Tân Phú.
- Sáp nhập xã Thới Hòa vào xã Thới Bình.

5. Huyện Trần Văn Thời
- Hợp nhất hai xã Khánh Đông, Khánh Tây thành xã Khánh Bình Đông.
- Đổi tên xã Khánh Xuân thành xã Trần Hợi.
- Hợp nhất hai xã Khánh Dân, Khánh Hưng thành xã Khánh Hưng.
- Hợp nhất hai xã Khánh Hưng B, Khánh Tân thành xã Khánh Bình Tây.
- Hợp nhất hai xã Khánh Hải, Khánh Hòa thành xã Khánh Hải.
- Tách một phần đất xã Phong Lạc nhập vào xã Lợi An.
- Tách một phần đất thị trấn Sông Đốc nhập vào xã Phong Lạc.

6. Huyện U Minh
- Sáp nhập hai xã Khánh Hiệp, Khánh Minh vào xã Khánh An.
- Sáp nhập hai xã Nguyễn Phích A, Nguyễn Phích B vào xã Nguyễn Phích.
- Sáp nhập hai xã Khánh Hội, Khánh Tân vào xã Khánh Lâm.

#### Ngày 13 tháng 4 năm 1991, Ban Tổ chức Chính phủ ban hành Quyết định số 183/QĐ-TCCP[44]về việc điều chỉnh địa giới một số xã thuộc huyện Giá Rai, tỉnh Minh Hải:
- Sáp nhập các xã Long Điền Đông A, Long Điền Đông B, Long Điền Đông C thành xã Long Điền Đông.
- Sáp nhập xã Long Điền Tiến vào xã Long Điền.
- Sáp nhập các xã Long Điền Hải, Điền Hải vào xã Long Điền Tây.
- Sáp nhập xã An Hòa vào xã An Trạch.
- Sáp nhập xã Định Hòa vào xã Định Thành.
- Sáp nhập các xã Tân Hiệp, Thạnh Bình vào xã Tân Phong.
- Sáp nhập xã Thạnh Hòa vào xã Phong Thạnh.
- Sáp nhập xã Phong Nam vào xã Phong Tân.
- Sáp nhập các xã Phong Phú, Phong Quý vào xã Phong Thạnh Đông.
- Sáp nhập xã Tân Hòa vào xã Phong Thạnh Tây.

#### Ngày 29 tháng 8 năm 1994, Chính phủ ban hành Nghị định số 109-CP[45]về việc thành lập thị trấn Cái Đôi Vàm thuộc huyện Cái Nước, tỉnh Minh Hải:
- Thành lập thị trấn Cái Đôi Vàm trên cơ sở điều chỉnh một phần diện tích tự nhiên và nhân khẩu của xã Nguyễn Việt Khái.

## Tái lập tỉnh Cà Mau

#### Ngày 6 tháng 11 năm 1996, Quốc hội ban hành Nghị quyết[46]về việc chia tỉnh Minh Hải thành hai tỉnh là tỉnh Bạc Liêu và tỉnh Cà Mau:
Tỉnh Bạc Liêu
- Tỉnh Bạc Liêu có 4 đơn vị hành chính gồm: Thị xã Bạc Liêu và 3 huyện: Hồng Dân, Vĩnh Lợi, Giá Rai.
- Tỉnh lỵ: Thị xã Bạc Liêu.

Tỉnh Cà Mau
- Tỉnh Cà Mau có 6 đơn vị hành chính gồm: Thị xã Cà Mau và 5 huyện: Đầm Dơi, Ngọc Hiển, Cái Nước, Trần Văn Thời, U Minh, Thới Bình.
- Tỉnh lỵ: Thị xã Cà Mau.

#### Ngày 14 tháng 4 năm 1999, Chính phủ ban hành Nghị định số 21/1999/NĐ-CP[47]về việc thành lập thành phố Cà Mau thuộc tỉnh Cà Mau:
- Thành lập thành phố Cà Mau thuộc tỉnh Cà Mau trên cơ sở toàn bộ diện tích và dân số của thị xã Cà Mau.
- Thành phố Cà Mau có 24.580,33 ha diện tích tự nhiên và 176.848 nhân khẩu, có 15 đơn vị hành chính, bao gồm 8 phường: 1, 2, 4, 5, 6, 7, 8, 9 và 7 xã: An Xuyên, Tân Thành, Tắc Vân, Định Bình, Hòa Thành, Lý Văn Lâm, Hòa Tân.
- Địa giới hành chính thành phố Cà Mau:
  - Phía đông giáp huyện Giá Rai, tỉnh Bạc Liêu
  - Phía tây giáp huyện Trần Văn Thời
  - Phía nam giáp huyện Đầm Dơi
  - Phía bắc giáp huyện Thới Bình.

#### Ngày 25 tháng 6 năm 1999, Chính phủ ban hành Nghị định số 42/1999/NĐ-CP[48]về việc thành lập xã thuộc các huyện Đầm Dơi, Trần Văn Thời, Cái Nước và Ngọc Hiển tỉnh Cà Mau:
- Thành lập xã Quách Phẩm Bắc thuộc huyện Đầm Dơi trên cơ sở có 4.061,5 ha diện tích tự nhiên và 10.291 nhân khẩu của xã Quách Phẩm.
- Thành lập xã Khánh Bình Tây Bắc thuộc huyện Trần Văn Thời trên cơ sở có 9.864 ha diện tích tự nhiên và 17.212 nhân khẩu của xã Khánh Bình Tây.
- Thành lập xã Việt Thắng thuộc huyện Cái Nước trên cơ sở có 3.865,27 ha diện tích tự nhiên và 10.300 nhân khẩu của xã Trần Thới.
- Thành lập xã Tân Ân Tây thuộc huyện Ngọc Hiển trên cơ sở 11.096 ha diện tích tự nhiên và 10.030 nhân khẩu của xã Tân Ân.

#### Ngày 29 tháng 8 năm 2000, Chính phủ ban hành Nghị định số 41/2000/NĐ-CP[49]về việc chia tách, thành lập xã thuộc các huyện Ngọc Hiển, Đầm Dơi, Thới Bình, tỉnh Cà Mau:
- Thành lập xã Tam Giang Tây thuộc huyện Ngọc Hiển trên cơ sở 9.235 ha diện tích tự nhiên và 6.672 nhân khẩu của xã Tam Giang.
- Thành lập xã Tam Giang Đông thuộc huyện Ngọc Hiển trên cơ sở 9.530,79 ha diện tích tự nhiên và 5.468 nhân khẩu của xã Tam Giang.
- Thành lập xã Tạ An Khương Nam thuộc huyện Đầm Dơi trên cơ sở 3.124,81 ha diện tích tự nhiên và 8.657 nhân khẩu của xã Tạ An Khương.
- Thành lập xã Tạ An Khương Đông thuộc huyện Đầm Dơi trên cơ sở 3.208,45 ha diện tích tự nhiên và 8.186 nhân khẩu của xã Tạ An Khương.
- Thành lập xã Tân Lộc Bắc thuộc huyện Thới Bình trên cơ sở 3.709 ha diện tích tự nhiên và 10.156 nhân khẩu của xã Tân Lộc.
- Thành lập xã Tân Lộc Đông thuộc huyện Thới Bình trên cơ sở 4.064 ha diện tích tự nhiên và 4.478 nhân khẩu của xã Tân Lộc.

#### Ngày 22 tháng 4 năm 2003, Chính phủ ban hành Nghị định số 41/2003/NĐ-CP[50]về việc thành lập xã thuộc các huyện Cái Nước và U Minh, tỉnh Cà Mau:
- Thành lập xã Tân Hải thuộc huyện Cái Nước trên cơ sở 4.233,56 ha diện tích tự nhiên và 9.532 nhân khẩu của xã Phú Tân.
- Thành lập xã Khánh Hội thuộc huyện U Minh trên cơ sở 3.360,80 ha diện tích tự nhiên và 9.780 nhân khẩu của xã Khánh Lâm.

#### Ngày 17 tháng 11 năm 2003, Chính phủ ban hành Nghị định số 138/2003/NĐ-CP[51]về việc thành lập các huyện Năm Căn và Phú Tân, tỉnh Cà Mau:
Thành lập huyện Phú Tân trên cơ sở 44.595 ha diện tích tự nhiên và 109.642 nhân khẩu của huyện Cái Nước.
- Huyện Phú Tân có 44.595 ha diện tích tự nhiên và 109.642 nhân khẩu; có 7 đơn vị hành chính trực thuộc, bao gồm 6 xã: Phú Mỹ, Phú Tân, Tân Hải, Việt Thắng, Tân Hưng Tây, Nguyễn Việt Khái và thị trấn Cái Đôi Vàm.
- Địa giới hành chính huyện Phú Tân:
  - Phía đông giáp huyện Cái Nước
  - Phía tây giáp Biển Đông
  - Phía nam giáp huyện Năm Căn
  - Phía bắc giáp huyện Trần Văn Thời.

Thành lập huyện Năm Căn trên cơ sở 53.291,40 ha diện tích tự nhiên và 70.745 nhân khẩu của huyện Ngọc Hiển.
- Huyện Năm Căn có 53.291,40 ha diện tích tự nhiên và 70.745 nhân khẩu; có 7 đơn vị hành chính trực thuộc, bao gồm 6 xã: Hàm Rồng, Đất Mới, Hàng Vịnh, Hiệp Tùng, Tam Giang, Tam Giang Đông và thị trấn Năm Căn.
- Địa giới hành chính huyện Năm Căn:
  - Phía đông và phía tây giáp Biển Đông
  - Phía nam giáp huyện Ngọc Hiển
  - Phía bắc giáp các huyện Phú Tân, Cái Nước, Đầm Dơi.

Sau khi điều chỉnh địa giới hành chính
- Huyện Cái Nước còn lại 39.514 ha diện tích tự nhiên và 136.619 nhân khẩu; có 8 đơn vị hành chính trực thuộc, bao gồm 7 xã: Lương Thế Trân, Phú Hưng, Hưng Mỹ, Tân Hưng, Tân Hưng Đông, Đông Thới, Trần Thới và thị trấn Cái Nước.
- Huyện Ngọc Hiển còn lại 74.329,87 ha diện tích tự nhiên và 77.289 nhân khẩu; có 6 đơn vị hành chính trực thuộc, bao gồm 6 xã: Tam Giang Tây, Tân Ân, Tân Ân Tây, Viên An, Viên An Đông, Đất Mũi.

#### Ngày 23 tháng 11 năm 2004, Chính phủ ban hành Nghị định số 192/2004/NĐ-CP[52]về việc thành lập xã thuộc các huyện Cái Nước và Phú Tân, tỉnh Cà Mau:
- Thành lập xã Thạnh Phú huyện Cái Nước trên cơ sở 3.111 ha diện tích tự nhiên và 13.725 nhân khẩu của xã Lương Thế Trân.
- Thành lập xã Hoà Mỹ thuộc huyện Cái Nước trên cơ sở 3.860,20 ha diện tích tự nhiên và 9.326 nhân khẩu của xã Hưng Mỹ.
- Thành lập xã Đông Hưng thuộc huyện Cái Nước trên cơ sở 3.283,40 ha diện tích tự nhiên và 10.299 nhân khẩu của xã Đông Thới.
- Thành lập xã Phú Thuận thuộc huyện Phú Tân trên cơ sở 3.925 ha diện tích tự nhiên và 11.359 nhân khẩu của xã Phú Mỹ.
- Thành lập xã Rạch Chèo thuộc huyện Phú Tân trên cơ sở 4.450 ha diện tích tự nhiên và 9.998 nhân khẩu của xã Tân Hưng Tây.

#### Ngày 5 tháng 9 năm 2005, Chính phủ ban hành Nghị định số 113/2005/NĐ-CP[53]về việc điều chỉnh địa giới hành chính thành lập xã thuộc các huyện Đầm Dơi, Trần Văn Thời, Thới Bình và Năm Căn, tỉnh Cà Mau:
- Thành lập xã Ngọc Chánh thuộc huyện Đầm Dơi trên cơ sở 5.303,76 ha diện tích tự nhiên và 11.023 nhân khẩu của xã Thanh Tùng.
- Thành lập xã Tân Trung thuộc huyện Đầm Dơi trên cơ sở 3.486 ha diện tích tự nhiên và 10.664 nhân khẩu của xã Trần Phán.
- Thành lập xã Tân Dân thuộc huyện Đầm Dơi trên cơ sở 2.948 ha diện tích tự nhiên và 6.148 nhân khẩu của xã Tân Duyệt.
- Thành lập xã Phong Điền thuộc huyện Trần Văn Thời trên cơ sở 5.578,88 ha diện tích tự nhiên và 13.208 nhân khẩu của xã Phong Lạc.
- Thành lập xã Khánh Lộc thuộc huyện Trần Văn Thời trên cơ sở 2.478 ha diện tích tự nhiên và 8.215 nhân khẩu của xã Trần Hợi.
- Thành lập xã Trí Lực thuộc huyện Thới Bình trên cơ sở 3.898,66 ha diện tích tự nhiên và 7.024 nhân khẩu của xã Trí Phải.
- Thành lập xã Tân Bằng thuộc huyện Thới Bình trên cơ sở 4.730 ha diện tích tự nhiên và 10.419 nhân khẩu của xã Biển Bạch.
- Thành lập xã Lâm Hải thuộc huyện Năm Căn trên cơ sở 12.272,40 ha diện tích tự nhiên và 10.531 nhân khẩu của xã Đất Mới.

#### Ngày 4 tháng 6 năm 2009, Chính phủ ban hành Nghị quyết số 24/NQ-CP[54]về việc điều chỉnh địa giới hành chính xã; thành lập xã, phường, thị trấn thuộc huyện U Minh, huyện Ngọc Hiển và thành phố Cà Mau, tỉnh Cà Mau:
- Thành lập xã Khánh Thuận thuộc huyện U Minh trên cơ sở điều chỉnh 17.148 ha diện tích tự nhiên và 13.127 nhân khẩu của xã Khánh Hòa.
  - Huyện U Minh có 77.461,50 ha diện tích tự nhiên và 92.312 nhân khẩu, có 8 đơn vị hành chính trực thuộc, gồm: thị trấn U Minh và các xã: Nguyễn Phích, Khánh An, Khánh Tiến, Khánh Lâm, Khánh Hội, Khánh Hòa và Khánh Thuận.
- Thành lập thị trấn Rạch Gốc thuộc huyện Ngọc Hiển trên cơ sở điều chỉnh 5.271,50 ha diện tích tự nhiên và 7.831 nhân khẩu của xã Tân Ân.
  - Huyện Ngọc Hiển có 73.315,13 ha diện tích tự nhiên và 83.152 nhân khẩu, có 7 đơn vị hành chính trực thuộc, bao gồm 6 xã: Đất Mũi, Tân Ân, Tân Ân Tây, Tam Giang Tây, Viên An, Viên An Đông và thị trấn Rạch Gốc.
- Thành lập phường Tân Xuyên thuộc thành phố Cà Mau trên cơ sở điều chỉnh 1.887,50 ha diện tích tự nhiên và 6.261 nhân khẩu của xã An Xuyên.
- Thành lập phường Tân Thành thuộc thành phố Cà Mau trên cơ sở điều chỉnh 1.115,32 ha diện tích tự nhiên và 5.137 nhân khẩu của xã Tân Thành.
  - Thành phố Cà Mau có 25.030,39 ha diện tích tự nhiên và 204.895 nhân khẩu, có 17 đơn vị hành chính trực thuộc, bao gồm 10 phường: 1, 2, 4, 5, 6, 7, 8, 9, Tân Xuyên, Tân Thành, 7 xã: Tắc Vân, Tân Thành, Hòa Tân, Định Bình, Hòa Thành, Lý Văn Lâm, An Xuyên.

#### Ngày 24 tháng 10 năm 2024, Ủy ban Thường vụ Quốc hội ban hành Nghị quyết số 1252/NQ-UBTVQH15[55]về việc sắp xếp đơn vị hành chính cấp xã của tỉnh giai đoạn 2023–2025 (nghị quyết có hiệu lực từ ngày 1 tháng 12 năm 2024). Theo đó:
1. Sắp xếp các đơn vị hành chính cấp xã thuộc thành phố Cà Mau
- Sáp nhập một phần Phường 4 vào phường Tân Xuyên. Phường Tân Xuyên có diện tích tự nhiên là 20,70 km² và quy mô dân số là 9.838 người.
- Sáp nhập phần còn lại Phường 4 và một phần Phường 9 vào Phường 2. Phường 2 có diện tích tự nhiên là 2,43 km² và quy mô dân số là 23.478 người.
- Sau khi sắp xếp, Phường 9 có diện tích tự nhiên là 6,47 km² và quy mô dân số là 14.205 người.
- Sau khi sắp xếp, thành phố Cà Mau có 16 đơn vị hành chính cấp xã, gồm 9 phường và 7 xã.

2. Sắp xếp các đơn vị hành chính cấp xã thuộc huyện Phú Tân
- Sáp nhập một phần xã Nguyễn Việt Khái vào thị trấn Cái Đôi Vàm. Thị trấn Cái Đôi Vàm có diện tích tự nhiên là 24,00 km² và quy mô dân số là 18.926 người. Xã Nguyễn Việt Khái có diện tích tự nhiên là 107,05 km² và quy mô dân số là 17.363 người.
- Sau khi sắp xếp, huyện Phú Tân có 9 đơn vị hành chính cấp xã, gồm 8 xã và 1 thị trấn.

Tỉnh Cà Mau có 9 đơn vị hành chính cấp huyện, gồm 8 huyện và 1 thành phố với 100 đơn vị hành chính cấp xã, gồm 82 xã, 9 phường và 9 thị trấn.

#### Các đơn vị hành chính trực thuộc

Bản đồ hành chính Cà Mau

Phần lãnh thổ đất liền của tỉnh Cà Mau nằm trong tọa độ từ 8o34' - 9o33' vĩ Bắc và 105o25' - 104o43' kinh Đông.
Toạ độ các điểm cực của tỉnh Cà Mau:
- Điểm cực Đông tại 105o25' kinh Đông thuộc xã Tân Thuận, huyện Đầm Dơi.
- Điểm cực Tây tại 104o43' kinh Đông thuộc xã Đất Mũi, huyện Ngọc Hiển.
- Điểm cực Nam tại 8o34’ vĩ Bắc thuộc xã Viên An, huyện Ngọc Hiển.
- Điểm cực Bắc tại 9o33' vĩ Bắc thuộc xã Biển Bạch, huyện Thới Bình.

Danh sách các đơn vị hành chính cấp huyện của Cà Mau theo địa lý và hành chính bao gồm 6 đề mục liệt kê: đơn vị hành chính cấp huyện, thủ phủ, diện tích, dân số và mật độ dân số được cập nhật tính đến ngày 31/12/2022, các đơn vị hành chính cấp xã - phường - thị trấn.
Toàn tỉnh được chia thành 9 đơn vị hành chính cấp huyện, trong đó có 1 thành phố và 8 huyện. Tổng diện tích của tỉnh Cà Mau là 5.274,51 km² với dân số tính đến ngày 31/12/2022 là 1.516.967 người và mật độ dân số trung bình đạt 287 người/km². Mật độ dân số phân bố không đồng đều giữa các đơn vị hành chính cấp huyện trong tỉnh, trong đó mật độ cao nhất ở thành phố Cà Mau đạt 1.004 người/km² và thấp nhất là huyện U Minh đạt 172 người/km². Tỉnh có 100 đơn vị hành chính cấp xã, trong đó có 9 phường, 9 thị trấn và 82 xã. Trong đó mỗi huyện có một thị trấn, đồng thời là huyện lỵ, riêng huyện Trần Văn Thời có đến 2 thị trấn, thị trấn Trần Văn Thời là huyện lỵ và thị trấn Sông Đốc. Tỉnh có 6/9 đơn vị hành chính cấp huyện là giáp biển, gồm có: Đầm Dơi, Năm Căn, Ngọc Hiển, Phú Tân, Trần Văn Thời và U Minh.
| STT | Thể loại hành chính | Tên gọi       | Thủ phủ       | Diện tích ( km²) | Dân số tính đến ngày 31/12/2022 (người) | Mật dộ dân số (người/ km²) | Đơn vị hành chính cấp xã - phường - thị trấn |
| --- | ------------------- | ------------- | ------------- | ---------------- | --------------------------------------- | -------------------------- | --- |
| 1   | Thành phố           | Cà Mau        |               | 249,63           | 250.834                                 | 1.004                      | 10 phường: 1, 2, 4, 5, 6, 7, 8, 9, Tân Thành, Tân Xuyên 7 xã: An Xuyên, Định Bình, Hòa Tân, Hòa Thành, Lý Văn Lâm, Tắc Vân, Tân Thành                                                                                 |
| 2   | Huyện               | Cái Nước      | Cái Nước      | 417,08           | 178.422                                 | 427                        | 1 thị trấn: Cái Nước 10 xã: Đông Hưng, Đông Thới, Hòa Mỹ, Hưng Mỹ, Lương Thế Trân, Phú Hưng, Tân Hưng Đông, Tân Hưng, Thạnh Phú, Trần Thới                                                                            |
| 3   | Huyện               | Đầm Dơi       | Đầm Dơi       | 816,07           | 219.262                                 | 268                        | 1 thị trấn: Đầm Dơi 15 xã: Ngọc Chánh, Nguyễn Huân, Quách Phẩm, Quách Phẩm Bắc, Tạ An Khương, Tạ An Khương Đông, Tạ An Khương Nam, Tân Dân, Tân Đức, Tân Duyệt, Tân Thuận, Tân Tiến, Tân Trung, Thanh Tùng, Trần Phán |
| 4   | Huyện               | Năm Căn       | Năm Căn       | 490,85           | 87.097                                  | 177                        | 1 thị trấn: Năm Căn 7 xã: Đất Mới, Hàm Rồng, Hàng Vịnh, Hiệp Tùng, Lâm Hải, Tam Giang, Tam Giang Đông |
| 5   | Huyện               | Ngọc Hiển     | Rạch Gốc      | 734,63           | 90.236                                  | 122                        | 1 thị trấn: Rạch Gốc 6 xã: Đất Mũi, Tam Giang Tây, Tân Ân Tây, Tân Ân, Viên An Đông, Viên An |
| 6   | Huyện               | Phú Tân       | Cái Đôi Vàm   | 450,60           | 133.581                                 | 296                        | 1 thị trấn: Cái Đôi Vàm 8 xã: Nguyễn Việt Khái, Phú Mỹ, Phú Tân, Phú Thuận, Rạch Chèo, Tân Hải, Tân Hưng Tây, Việt Thắng                                                                                              |
| 7   | Huyện               | Thới Bình     | Thới Bình     | 636,30           | 184.297                                 | 289                        | 1 thị trấn: Thới Bình 11 xã: Biển Bạch, Biển Bạch Đông, Hồ Thị Kỷ, Tân Bằng, Tân Lộc, Tân Lộc Bắc, Tân Lộc Đông, Tân Phú, Thới Bình, Trí Lực, Trí Phải                                                                |
| 8   | Huyện               | Trần Văn Thời | Trần Văn Thời | 703,47           | 239.449                                 | 340                        | 2 thị trấn: Trần Văn Thời, Sông Đốc 11 xã: Khánh Bình Đông, Khánh Bình Tây Bắc, Khánh Bình Tây, Khánh Bình, Khánh Hải, Khánh Hưng, Khánh Lộc, Lợi An, Phong Điền, Phong Lạc, Trần Hợi                                 |
| 9   | Huyện               | U Minh        | U Minh        | 775,89           | 133.789                                 | 172                        | 1 thị trấn: U Minh 7 xã: Khánh An, Khánh Hòa, Khánh Hội, Khánh Lâm, Khánh Thuận, Khánh Tiến, Nguyễn Phích |

Bản đồ hành chính tỉnh Cà Mau

#### Ngày 12 tháng 6 năm 2025, Quốc hội khóa XV ban hành Nghị quyết số 202/2025/QH15[59]về việc sắp xếp đơn vị hành chính cấp tỉnh (nghị quyết có hiệu lực từ ngày 12 tháng 6 năm 2025). Theo đó:
- Sáp nhập tỉnh Bạc Liêu vào tỉnh Cà Mau.
- Sau khi sắp xếp, tỉnh Cà Mau có 7.942,39 km² diện tích tự nhiên và quy mô dân số là 2.606.672 người.

#### Ngày 16 tháng 6 năm 2025
Quốc hội ban hành Nghị quyết số 203/2025/QH15 về việc Sửa đổi, bổ sung một số điều của Hiến pháp nước Cộng hòa xã hội chủ nghĩa Việt Nam. Theo đó, kết thúc hoạt động của đơn vị hành chính cấp huyện trong cả nước từ ngày 1 tháng 7 năm 2025.
Ủy ban Thường vụ Quốc hội ban hành Nghị quyết số 1655/NQ-UBTVQH15 về việc sắp xếp các đơn vị hành chính cấp xã của tỉnh Cà Mau năm 2025 (nghị quyết có hiệu lực từ ngày 1 tháng 7 năm 2025)
1. Sắp xếp toàn bộ diện tích tự nhiên, quy mô dân số của xã Tân Đức và xã Tân Thuận thành xã mới có tên gọi là xã Tân Thuận.
2. Sắp xếp toàn bộ diện tích tự nhiên, quy mô dân số của xã Nguyễn Huân và xã Tân Tiến thành xã mới có tên gọi là xã Tân Tiến.
3. Sắp xếp toàn bộ diện tích tự nhiên, quy mô dân số của xã Tạ An Khương Đông, xã Tạ An Khương Nam và một phần diện tích tự nhiên, quy mô dân số của xã Tạ An Khương thành xã mới có tên gọi là xã Tạ An Khương.
4. Sắp xếp toàn bộ diện tích tự nhiên, quy mô dân số của xã Tân Trung và xã Trần Phán thành xã mới có tên gọi là xã Trần Phán.
5. Sắp xếp toàn bộ diện tích tự nhiên, quy mô dân số của xã Ngọc Chánh và xã Thanh Tùng thành xã mới có tên gọi là xã Thanh Tùng.
6. Sắp xếp toàn bộ diện tích tự nhiên, quy mô dân số của thị trấn Đầm Dơi, xã Tân Duyệt, xã Tân Dân và phần còn lại của xã Tạ An Khương sau khi sắp xếp theo quy định tại khoản 3 Điều này thành xã mới có tên gọi là xã Đầm Dơi.
7. Sắp xếp toàn bộ diện tích tự nhiên, quy mô dân số của xã Quách Phẩm Bắc và xã Quách Phẩm thành xã mới có tên gọi là xã Quách Phẩm.
8. Sắp xếp toàn bộ diện tích tự nhiên, quy mô dân số của xã Khánh Tiến, xã Khánh Hòa, một phần diện tích tự nhiên, quy mô dân số của xã Khánh Thuận và xã Khánh Lâm thành xã mới có tên gọi là xã U Minh.
9. Sắp xếp toàn bộ diện tích tự nhiên, quy mô dân số của thị trấn U Minh, một phần diện tích tự nhiên, quy mô dân số của xã Nguyễn Phích và phần còn lại của xã Khánh Thuận sau khi sắp xếp theo quy định tại khoản 8 Điều này thành xã mới có tên gọi là xã Nguyễn Phích.
10. Sắp xếp toàn bộ diện tích tự nhiên, quy mô dân số của xã Khánh Hội, một phần diện tích tự nhiên, quy mô dân số của xã Nguyễn Phích và phần còn lại của xã Khánh Lâm sau khi sắp xếp theo quy định tại khoản 8 Điều này thành xã mới có tên gọi là xã Khánh Lâm.
11. Sắp xếp toàn bộ diện tích tự nhiên, quy mô dân số của xã Khánh An và phần còn lại của xã Nguyễn Phích sau khi sắp xếp theo quy định tại khoản 9, khoản 10 Điều này thành xã mới có tên gọi là xã Khánh An.
12. Sắp xếp toàn bộ diện tích tự nhiên, quy mô dân số của thị trấn Rạch Gốc, xã Viên An Đông và một phần diện tích tự nhiên, quy mô dân số của xã Tân Ân thành xã mới có tên gọi là xã Phan Ngọc Hiển.
13. Sắp xếp toàn bộ diện tích tự nhiên, quy mô dân số của xã Đất Mũi, một phần diện tích tự nhiên, quy mô dân số của xã Viên An và phần còn lại của của xã Tân Ân sau khi sắp xếp theo quy định tại khoản 12 Điều này thành xã mới có tên gọi là xã Đất Mũi.
14. Sắp xếp toàn bộ diện tích tự nhiên, quy mô dân số của xã Tam Giang Tây và xã Tân Ân Tây thành xã mới có tên gọi là xã Tân Ân.
15. Sắp xếp toàn bộ diện tích tự nhiên, quy mô dân số của xã Khánh Bình Đông và xã Khánh Bình thành xã mới có tên gọi là xã Khánh Bình.
16. Sắp xếp toàn bộ diện tích tự nhiên, quy mô dân số của xã Khánh Bình Tây (bao gồm Hòn Đá Bạc), xã Khánh Bình Tây Bắc và một phần diện tích tự nhiên, quy mô dân số của xã Trần Hợi thành xã mới có tên gọi là xã Đá Bạc.
17. Sắp xếp toàn bộ diện tích tự nhiên, quy mô dân số của xã Khánh Hải và xã Khánh Hưng thành xã mới có tên gọi là xã Khánh Hưng.
18. Sắp xếp toàn bộ diện tích tự nhiên, quy mô dân số của thị trấn Sông Đốc (bao gồm cụm đảo Hòn Chuối) và một phần diện tích tự nhiên, quy mô dân số của xã Phong Điền thành xã mới có tên gọi là xã Sông Đốc.
19. Sắp xếp toàn bộ diện tích tự nhiên, quy mô dân số của thị trấn Trần Văn Thời, xã Khánh Lộc, xã Phong Lạc, một phần diện tích tự nhiên, quy mô dân số của xã Lợi An, phần còn lại của xã Trần Hợi sau khi sắp xếp theo quy định tại khoản 16 Điều này và phần còn lại của xã Phong Điền sau khi sắp xếp theo quy định tại khoản 18 Điều này thành xã mới có tên gọi là xã Trần Văn Thời.
20. Sắp xếp toàn bộ diện tích tự nhiên, quy mô dân số của thị trấn Thới Bình và xã Thới Bình thành xã mới có tên gọi là xã Thới Bình.
21. Sắp xếp toàn bộ diện tích tự nhiên, quy mô dân số của các xã Trí Lực, Tân Phú và Trí Phải thành xã mới có tên gọi là xã Trí Phải.
22. Sắp xếp toàn bộ diện tích tự nhiên, quy mô dân số của các xã Tân Lộc Bắc, Tân Lộc Đông và Tân Lộc thành xã mới có tên gọi là xã Tân Lộc.
23. Sắp xếp toàn bộ diện tích tự nhiên, quy mô dân số của các xã Tân Bằng, Biển Bạch Đông và Biển Bạch thành xã mới có tên gọi là xã Biển Bạch.
24. Sắp xếp toàn bộ diện tích tự nhiên, quy mô dân số của xã Lâm Hải, xã Đất Mới, một phần diện tích tự nhiên, quy mô dân số của thị trấn Năm Căn và xã Hàm Rồng, phần còn lại của xã Viên An sau khi sắp xếp theo quy định tại khoản 13 Điều này thành xã mới có tên gọi là xã Đất Mới.
25. Sắp xếp toàn bộ diện tích tự nhiên, quy mô dân số của xã Hàng Vịnh, phần còn lại của thị trấn Năm Căn và xã Hàm Rồng sau khi sắp xếp theo quy định tại khoản 24 Điều này thành xã mới có tên gọi là xã Năm Căn.
26. Sắp xếp toàn bộ diện tích tự nhiên, quy mô dân số của các xã Hiệp Tùng, Tam Giang Đông và Tam Giang thành xã mới có tên gọi là xã Tam Giang.
27. Sắp xếp toàn bộ diện tích tự nhiên, quy mô dân số của thị trấn Cái Đôi Vàm và xã Nguyễn Việt Khái thành xã mới có tên gọi là xã Cái Đôi Vàm.
28. Sắp xếp toàn bộ diện tích tự nhiên, quy mô dân số của các xã Tân Hưng Tây, Rạch Chèo và Việt Thắng thành xã mới có tên gọi là xã Nguyễn Việt Khái.
29. Sắp xếp toàn bộ diện tích tự nhiên, quy mô dân số của xã Tân Hải và xã Phú Tân thành xã mới có tên gọi là xã Phú Tân.
30. Sắp xếp toàn bộ diện tích tự nhiên, quy mô dân số của xã Phú Thuận, xã Phú Mỹ và một phần diện tích tự nhiên, quy mô dân số của xã Hòa Mỹ thành xã mới có tên gọi là xã Phú Mỹ.
31. Sắp xếp toàn bộ diện tích tự nhiên, quy mô dân số của các xã Thạnh Phú, Phú Hưng, Lương Thế Trân và một phần diện tích tự nhiên, quy mô dân số của xã Lợi An thành xã mới có tên gọi là xã Lương Thế Trân.
32. Sắp xếp toàn bộ diện tích tự nhiên, quy mô dân số của xã Tân Hưng và một phần diện tích tự nhiên, quy mô dân số của các xã Đông Hưng, Đông Thới, Hòa Mỹ thành xã mới có tên gọi là xã Tân Hưng.
33. Sắp xếp toàn bộ diện tích tự nhiên, quy mô dân số của xã Hưng Mỹ, một phần diện tích tự nhiên, quy mô dân số của xã Tân Hưng Đông và phần còn lại của xã Hòa Mỹ sau khi sắp xếp theo quy định tại khoản 30, khoản 32 Điều này thành xã mới có tên gọi là xã Hưng Mỹ.
34. Sắp xếp toàn bộ diện tích tự nhiên, quy mô dân số của thị trấn Cái Nước, xã Trần Thới, phần còn lại của xã xã Đông Hưng và Đông Thới sau khi sắp xếp theo quy định tại khoản 32 Điều này và phần còn lại của xã Tân Hưng Đông sau khi sắp xếp theo quy định tại khoản 33 Điều này thành xã mới có tên gọi là xã Cái Nước.
35. Sắp xếp toàn bộ diện tích tự nhiên, quy mô dân số của các xã Tân Thạnh, Phong Thạnh Tây và Tân Phong thành xã mới có tên gọi là xã Phong Thạnh.
36. Sắp xếp toàn bộ diện tích tự nhiên, quy mô dân số của thị trấn Ngan Dừa, xã Lộc Ninh và xã Ninh Hòa thành xã mới có tên gọi là xã Hồng Dân.
37. Sắp xếp toàn bộ diện tích tự nhiên, quy mô dân số của xã Vĩnh Lộc A và xã Vĩnh Lộc thành xã mới có tên gọi là xã Vĩnh Lộc.
38. Sắp xếp toàn bộ diện tích tự nhiên, quy mô dân số của xã Ninh Thạnh Lợi A và xã Ninh Thạnh Lợi thành xã Ninh Thạnh Lợi.
39. Sắp xếp toàn bộ diện tích tự nhiên, quy mô dân số của xã Ninh Quới A và xã Ninh Quới thành xã mới có tên gọi là xã Ninh Quới.
40. Sắp xếp toàn bộ diện tích tự nhiên, quy mô dân số của thị trấn Gành Hào và xã Long Điền Tây thành xã mới có tên gọi là xã Gành Hào.
41. Sắp xếp toàn bộ diện tích tự nhiên, quy mô dân số của các xã An Phúc, Định Thành A và Định Thành thành xã mới có tên gọi là xã Định Thành.
42. Sắp xếp toàn bộ diện tích tự nhiên, quy mô dân số của xã An Trạch A và xã An Trạch thành xã mới có tên gọi là xã An Trạch.
43. Sắp xếp toàn bộ diện tích tự nhiên, quy mô dân số của xã Điền Hải và xã Long Điền thành xã mới có tên gọi là xã Long Điền.
44. Sắp xếp toàn bộ diện tích tự nhiên, quy mô dân số của xã Long Điền Đông và xã Long Điền Đông A thành xã mới có tên gọi là xã Đông Hải.
45. Sắp xếp toàn bộ diện tích tự nhiên, quy mô dân số của thị trấn Hòa Bình, xã Vĩnh Mỹ A và xã Long Thạnh thành xã mới có tên gọi là xã Hòa Bình.
46. Sắp xếp toàn bộ diện tích tự nhiên, quy mô dân số của các xã Minh Diệu, Vĩnh Bình và Vĩnh Mỹ B thành xã mới có tên gọi là xã Vĩnh Mỹ.
47. Sắp xếp toàn bộ diện tích tự nhiên, quy mô dân số của các xã Vĩnh Thịnh, Vĩnh Hậu A và Vĩnh Hậu thành xã mới có tên gọi là xã Vĩnh Hậu.
48. Sắp xếp toàn bộ diện tích tự nhiên, quy mô dân số của thị trấn Phước Long và xã Vĩnh Phú Đông thành xã mới có tên gọi là xã Phước Long.
49. Sắp xếp toàn bộ diện tích tự nhiên, quy mô dân số của xã Phước Long và xã Vĩnh Phú Tây thành xã mới có tên gọi là xã Vĩnh Phước.
50. Sắp xếp toàn bộ diện tích tự nhiên, quy mô dân số của xã Phong Thạnh Tây A và xã Phong Thạnh Tây B thành xã mới có tên gọi là xã Phong Hiệp.
51. Sắp xếp toàn bộ diện tích tự nhiên, quy mô dân số của xã Hưng Phú và xã Vĩnh Thanh thành xã mới có tên gọi là xã Vĩnh Thanh.
52. Sắp xếp toàn bộ diện tích tự nhiên, quy mô dân số của thị trấn Châu Hưng và xã Châu Hưng A thành xã mới có tên gọi là xã Vĩnh Lợi.
53. Sắp xếp toàn bộ diện tích tự nhiên, quy mô dân số của xã Hưng Thành và xã Hưng Hội thành xã mới có tên gọi là xã Hưng Hội.
54. Sắp xếp toàn bộ diện tích tự nhiên, quy mô dân số của các xã Vĩnh Hưng, Vĩnh Hưng A và Châu Thới thành xã mới có tên gọi là xã Châu Thới.
55. Sắp xếp toàn bộ diện tích tự nhiên, quy mô dân số của Phường 1, Phường 2, Phường 7 và Phường 8 (thành phố Bạc Liêu), Phường 3 thành phường mới có tên gọi là phường Bạc Liêu.
56. Sắp xếp toàn bộ diện tích tự nhiên, quy mô dân số của Phường 5 (thành phố Bạc Liêu) và xã Vĩnh Trạch thành phường mới có tên gọi là phường Vĩnh Trạch.
57. Sắp xếp toàn bộ diện tích tự nhiên, quy mô dân số của phường Nhà Mát, xã Vĩnh Trạch Đông và xã Hiệp Thành thành phường mới có tên gọi là phường Hiệp Thành.
58. Sắp xếp toàn bộ diện tích tự nhiên, quy mô dân số của Phường 1 (thị xã Giá Rai), phường Hộ Phòng, xã Phong Thạnh và xã Phong Thạnh A thành phường mới có tên gọi là phường Giá Rai.
59. Sắp xếp toàn bộ diện tích tự nhiên, quy mô dân số của phường Láng Tròn, xã Phong Tân và xã Phong Thạnh Đông thành phường mới có tên gọi là phường Láng Tròn.
60. Sắp xếp toàn bộ diện tích tự nhiên, quy mô dân số của Phường 1 và Phường 2 (thành phố Cà Mau), Phường 9, phường Tân Xuyên, xã An Xuyên thành phường mới có tên gọi là phường An Xuyên.
61. Sắp xếp toàn bộ diện tích tự nhiên, quy mô dân số của Phường 8 (thành phố Cà Mau), xã Lý Văn Lâm và phần còn lại của xã Lợi An sau khi sắp xếp theo quy định tại khoản 19, khoản 31 Điều này thành phường mới có tên gọi là phường Lý Văn Lâm.
62. Sắp xếp toàn bộ diện tích tự nhiên, quy mô dân số của Phường 5 (thành phố Cà Mau), phường Tân Thành, xã Tân Thành, một phần diện tích tự nhiên, quy mô dân số của Phường 7 (thành phố Cà Mau), Phường 6, xã Định Bình và xã Tắc Vân thành phường mới có tên gọi là phường Tân Thành.
63. Sắp xếp toàn bộ diện tích tự nhiên, quy mô dân số của xã Hòa Tân, xã Hòa Thành, phần còn lại của Phường 7 (thành phố Cà Mau), Phường 6, xã Định Bình và xã Tắc Vân sau khi sắp xếp theo quy định tại khoản 62 Điều này thành phường mới có tên gọi là phường Hòa Thành.

Sau khi sắp xếp, tỉnh Cà Mau có 64 đơn vị hành chính cấp xã, gồm 55 xã và 09 phường; trong đó có 54 xã, 09 phường hình thành sau sắp xếp quy định tại Điều này và 01 xã không thực hiện sắp xếp là xã Hồ Thị Kỷ.